# Kalendarium Legionów Polskich 1914–1918
Kalendarium Legionów Polskich 1914–1918 – strona przedstawia wydarzenia w Legionach Polskich i Polskim Korpusie Posiłkowym w latach 1914–1918.

## 1914

### lipiec
28 lipca
- Austro-Węgry wypowiedziały wojnę Serbii, co było wynikiem zamachu na austriackiego arcyksięcia Franciszka Ferdynanda dokonanego 28 czerwca 1914 roku. System sojuszy spowodował, że w konflikt wciągnięte zostały kolejne państwa, m.in.: Niemcy, Rosja, Francja, Wielka Brytania[1].

29–30 lipca
- W związku z sytuacją międzynarodową komendant Józef Piłsudski wydał pierwsze rozkazy przygotowawcze do mobilizacji strzelców. Miejscem organizacji pierwszych oddziałów (kompanii kadrowych) uczyniono Kraków. Komendantem placu w tym mieście został mianowany Mieczysław Norwid-Neugebauer[2][3].

### sierpień
2 sierpnia
- Sztab austro-węgierski wyraził zgodę na wymarsz strzelców do Królestwa Polskiego w kierunku Miechów, Jędrzejów i Kielce. Oddziały strzelców miały współpracować z 7 Dywizją Kawalerii[2][4].
- Z rozkazu Józefa Piłsudskiego został sformowany pierwszy patrol strzelecki w składzie: Władysław Belina-Prażmowski (dowódca), Stanisław Grzmot-Skotnicki, Ludwik Kmicic-Skrzyński, Stefan Hanka-Kulesza, Zygmunt Karwacki, Janusz Głuchowski, Antoni Jabłoński. Patrol ten przeszedł do historii jako Siódemka Beliny[5].

2-4 sierpnia

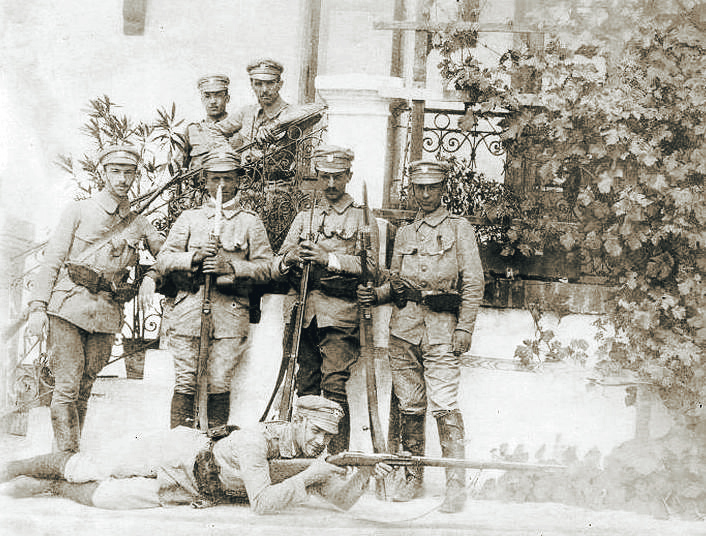
Siódemka Beliny. 4 sierpnia 1914 roku.

- Patrol Beliny przekroczył granicę z Królestwem Polskim w rejonie Kocmyrzowa. Trasa patrolu prowadziła przez Goszyce, Działoszyce, okolice wsi Adam, Jędrzejów, Słomniki. Później powrócono do dworku w Goszycach. Po drodze patrol zajechał do Skrzeszowic, gdzie otrzymał od Bogusława Kleszczyńskiego pięć koni i siedem siodeł. Patrol powrócił do Krakowa 4 sierpnia, około godziny 16[6].

3 sierpnia
- Rozkazem komendanta Józefa Piłsudskiego w Krakowie na Oleandrach powołano 1 Kompanię Kadrową. Dowódcą oddziału został Tadeusz Kasprzycki[7].

4 sierpnia
- Na Oleandrach została sformowana 2 Kompania Kadrowa. Na jej dowódcę wyznaczono Mieczysława Norwid-Neugebauera[8].

5 sierpnia
- W Krakowie powstała Polska Intendentura Wojskowa, korzystająca z zasobów Polskiego Skarbu Wojskowego[9].
- Na wieczornej odprawie w mieszkaniu Walerego Sławka została podjęta decyzja o skierowaniu 1 Kompanii do Królestwa Polskiego[8].
- Dowództwo 2 Kompanii Kadrowej objął Wacław Scaevola-Wieczorkiewicz. Dotychczasowy dowódca kompanii Mieczysław Norwid-Neugebauer zostaje skierowany do Krzeszowic, gdzie ma zorganizować obóz etapowy dla oddziałów udających się na teren Królestwa[10].

6 sierpnia
- W celu wywołania powstania narodowego około godziny 4 rano 1 Kompania Kadrowa wyruszyła na teren Królestwa Polskiego. Granicę przekroczyła w Michałowicach, po jej przekroczeniu kierowała się w stronę Słomnik. Wymarsz Kadrówki poprzedzał patrol konny Beliny w nieco zmienionym składzie, Zygmunta Karwackiego zastąpił Stefan Dudziniec-Krak. Tylko pięciu z nich jechało na koniach, pozostali dwaj maszerowali z siodłami na plecach – mieli oni konie zdobyć w Królestwie[11].
- Z Krzeszkowic na teren Królestwa wyruszył oddział strzelecki pod dowództwem Norwida-Neugebauera. Składał się on z czterech kompanii (dowódcy: Adam Orwid-Kossakowski, Stanisław Stański-Biegański Stanisław Lityński, Zdzisław Tatar-Trześniowski) oraz samodzielnego plutonu Antoniego Bilińskiego-Ostrowskiego[12].

7 sierpnia

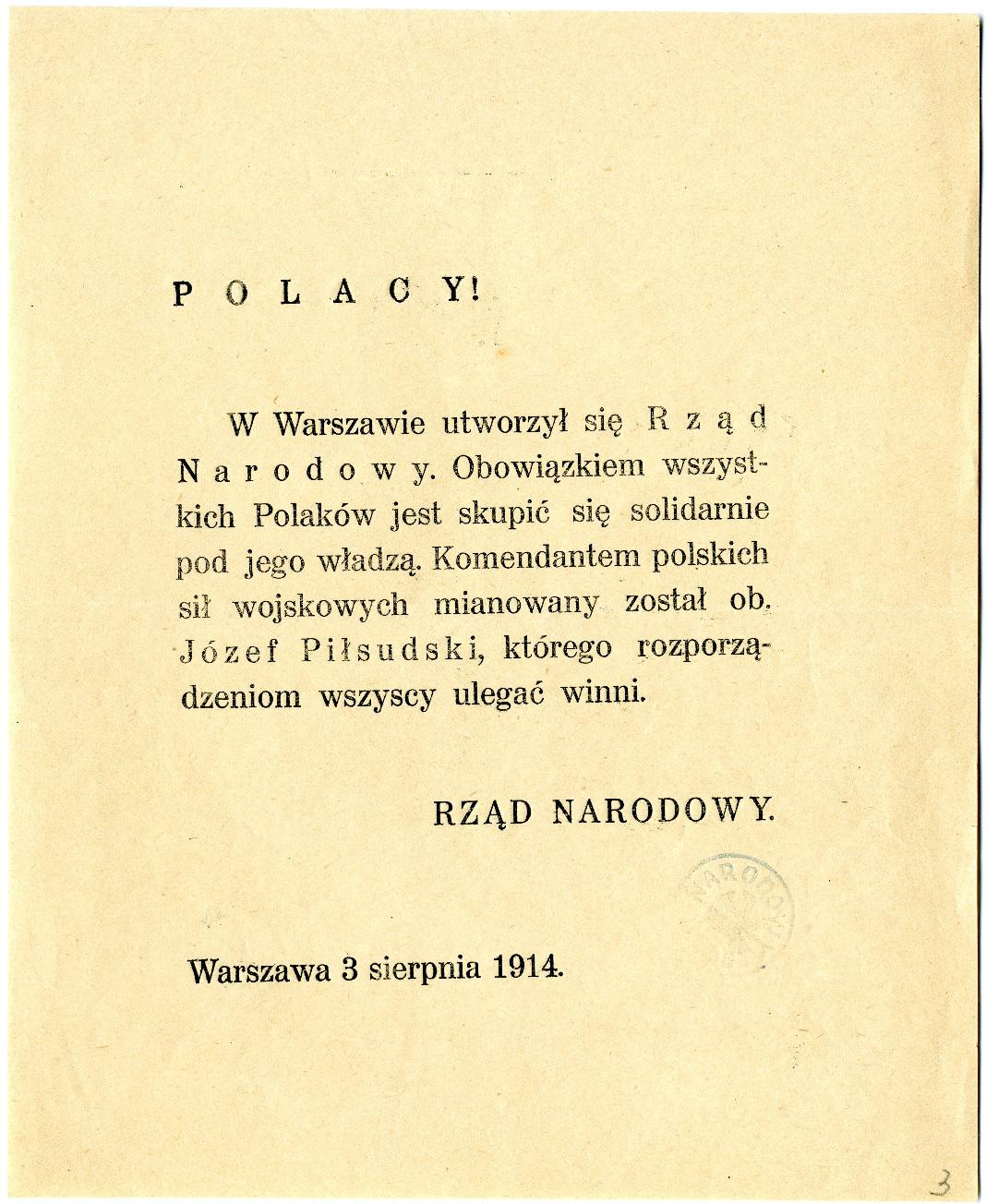
Odezwa do Narodu Polskiego informująca o powstaniu Rządu Narodowego.

- Na rynku w Słomnikach odczytano odezwę o powstaniu tajnego Rządu Narodowego w Warszawie[13].
- 1 Kompania Kadrowa weszła do Miechowa[13].

8 sierpnia
- Dowództwo 1 Kompanii Kadrowej objął Kazimierz Herwin-Piątek. Tadeusz Kasprzycki przeszedł do służby w sztabie Komendy Głównej[14].
- W Miechowie nastąpiła reorganizacja oddziału Norwida-Neugebauera. Sformowano batalion składający się z 2 Kompanii Kadrowej (dowódca: Stanisław Tessaro) i 3 Kompanii Kadrowej (dowódca: Wacław Scaevola-Wieczorkiewicz)[12][15].
- Z Krzeszkowic na teren Królestwa wyruszył kolejny oddział strzelecki pod dowództwem Tadeusza Furgalskiego ps. „Wyrwa” składający się z trzech kompanii[16].

9 sierpnia
- I Kompania Kadrowa zajęła Książ Wielki i Jędrzejów[14].

10 sierpnia
- Doszło do połączenia I, II i III Kompanii Kadrowej w jeden batalion kadrowy podporządkowany bezpośrednio szefowi sztabu Sosnkowskiemu[16].

11 sierpnia
- W Krakowie na bazie krakowskiego oddziału konnego „Sokoła” rozpoczęła się organizacja 2. i 3. szwadronu kawalerii. Dowódcą 2. szwadronu został por. Zbigniew Dunin-Wąsowicz, a 3. szwadronu – por. Juliusz Klasterski[17].

Noc z 11 na 12 sierpnia
- Do Królestwa Polskiego wyruszył batalion Tadeusza Kordiana-Monasterskiego powstały z mobilizacji strzelców z rejonu Zatora[16].

12 sierpnia

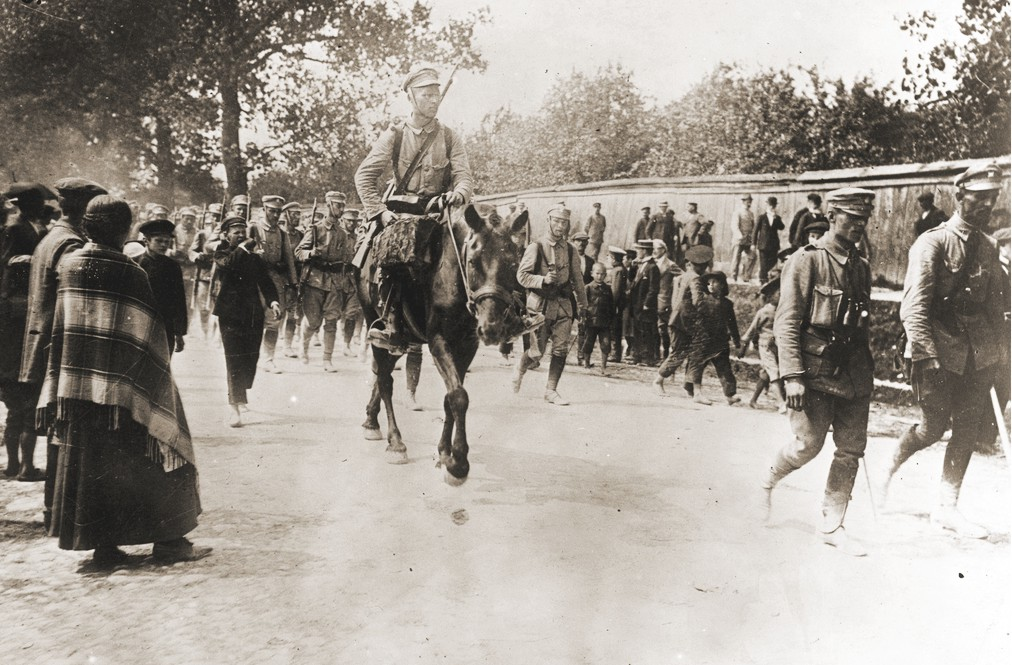
Wejście I Kompanii Kadrowej do Kielc.

- Po drobnych potyczkach z Rosjanami oddziały strzeleckie na czele z Józefem Piłsudskim i jego sztabem zajęły Kielce. Siedziba Komisariatu Wojskowego zostaje ulokowana w dawnym pałacu gubernatorskim[14].

13 sierpnia
- Józef Piłsudski został powiadomiony przez dowództwo austro-węgierskie, że ponieważ planowane powstanie w Królestwie nie wybuchło, postanowiono zakończyć działalność strzelców jako samodzielnych oddziałów[18].
- Do Kielc podeszła rosyjska dywizja kawalerii. Z uwagi na przewagę liczebną wroga i ryzyko okrążenia oddziały strzeleckie wycofały się z Kielc. Odwrót ubezpieczał przybyły tego dnia oddział konny Sokoła lwowskiego (dowódca: Marceli Jastrzębiec-Śniadowski)[18].

16 sierpnia
- W Krakowie powstał Naczelny Komitet Narodowy (NKN), który miał kierować powstawaniem Legionów Polskich mających walczyć z Rosją u boku C.K.Armii[19].
- Oddziały strzeleckie został ypodzielone na pięć batalionów (I – Żegota-Januszajtis, II – Norwid-Neugebauer, III – Śmigły-Rydz, IV – Wyrwa-Furgalski, V – Tokarzewski-Karaszewicz),  batalion zapasowy Kazimierza Florka, szwadron kawalerii Beliny-Prażmowskiego oraz kompanię taborów, pluton wywiadowczy, pluton żandarmerii polowej i kompanię saperów Dąbkowskiego. Siły te popularnie określano grupą Piłsudskiego[20].

18 sierpnia
- Józef Piłsudski wydał kapitanowi Ottokarowi Brzozie-Brzezinie rozkaz sformowania oddziału artylerii. Dzień ten uznaje się za początek istnienia artylerii Legionów Polskich[21].

21-22 sierpnia
- Oddziały strzeleckie ponownie zajęły Kielce[22].

22 sierpnia
- Komendant Józef Piłsudski wydał rozkaz o wcieleniu oddziałów strzeleckich do tworzących się Legionów Polskich[22].

23 sierpnia
- Naczelna Komenda austriacka oficjalnie nadała grupie Piłsudskiego nazwę 1 Pułku Piechoty Legionów Polskich[23].

25 sierpnia
- Dowódcą I batalionu został Albin Fleszar[24].

27 sierpnia
- Rozkazem Naczelnego Dowództwa Armii (AOK) oficjalnie zostały powołane: w Krakowie – Legion Zachodni i we Lwowie – Legion Wschodni. Każdy z nich miał mieć po 8 batalionów, po 1000 żołnierzy i po 2-3 szwadrony po 150 jeźdźców. Dowódcą Legionu Zachodniego został mianowany gen. Rajmund Baczyński, zaś Wschodniego – gen. Adam Pietraszkiewicz[25][26].

### wrzesień
4 września

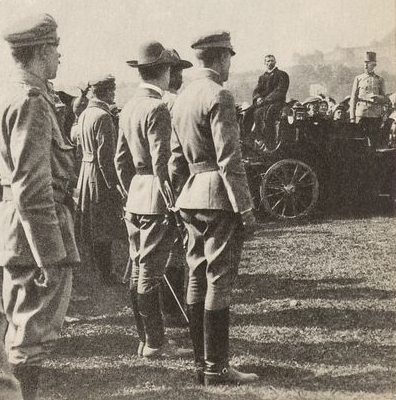
Gen. Rajmund Baczyński przemawiający do legionistów z 2 Pułku Piechoty przed złożeniem przysięgi na wierność Austrii.

- Na krakowskich błoniach przysięgę na wierność Austrii złożył 2 Pułk Piechoty podporządkowany Legionowi Zachodniemu. Pułk składał się z czterech batalionów. Stan pułku przewidziano na ponad 5500 żołnierzy[27].

5 września
- W Kielcach przysięgę na wierność Austrii złożył 1 Pułk Piechoty podporządkowany Legionowi Zachodniemu[28].

8 września
- Oddziały Legionów Polskich przeszły na zaopatrzenie i żołd austriacki. Sprawy dotyczące rekrutacji do Legionów oraz propagandy pozostały w gestii NKN[29].

14 września
- Dowódcą 2 Pułku Piechoty został płk Zygmunt Zieliński[30].

16 – 24 września
- Walki 1 Pułku Piechoty w rejonie Nowego Korczyna i Opatowca[31].

21 września
- Decyzją AOK rozwiązano Legion Wschodni. Z ochotników chcących złożyć przysięgę miał powstać 3 Pułk Piechoty Legionu Zachodniego[32].

25 września
- Dowództwo austro-węgierskie powołuje Komendę Legionów z gen. Karolem Trzaską-Durskim na czele. Szefem sztabu został kpt. Włodzimierz Zagórski. Komenda Legionów zastąpiła dotychczasowego dowódcę Legionu Zachodniego[33].

26 września
- W Mszanie Dolnej miała miejsce przysięga na wierność Austrii 3 Pułku Piechoty. Przysięgę złożyło tylko 800 z początkowych 6000 ochotników. Pozostali ulegli rozproszeniu. Braki w stanie pułku uzupełniono ochotnikami z Podhala i Śląska Cieszyńskiego. Ogółem powstały cztery bataliony. Pierwszym dowódcą pułku został mianowany płk. Homiński, szybko zastępuje go jednak ppłk Józef Haller[34][35].

30 września

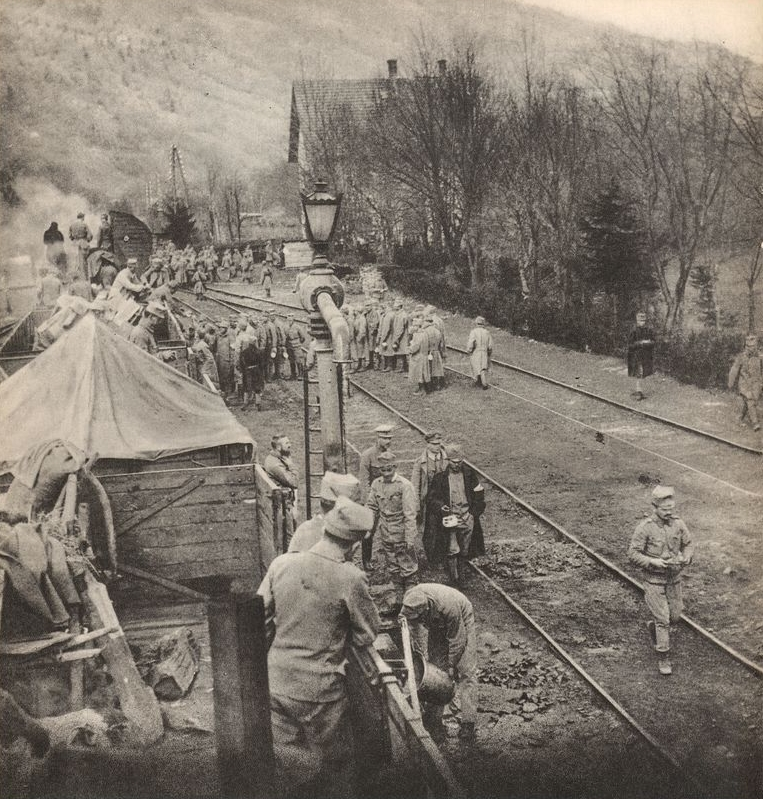
Oddziały legionowe w drodze w Karpaty.

- Z uwagi na spodziewaną inwazję rosyjską z Krakowa transportem kolejowym na Węgry wyruszył 2 Pułk Piechoty Legionów Polskich. Za nim przerzucona została także Komenda Legionów, 2. i 3. szwadron ułanów, dywizjon artylerii oraz część pododdziałów 3 Pułku Piechoty Legionów Polskich[36][37].
- Rozkazem Komendy Legionów Polskich utworzono 1 Pułk Artylerii Legionów Polskich pod dowództwem kpt. Ottokara Brzozy-Brzeziny. Składał się on z dwóch dywizjonów i pięciu baterii liczących po 80 ludzi. Dowódcą I dywizjonu został por. Mieczysław Jełowicki. Dywizjon ten po sformowaniu skierowany został na Węgry, gdzie walczył u boku 2. i 3. Pułku Piechoty. II Dywizjon pod bezpośrednim dowództwem kpt. Brzozy-Brzeziny przydzielono do 1 Pułku Piechoty, który później rozwinął się w I Brygadę Legionów Polskich[38].

### październik
1 października
- Z Mszany Dolnej do Krakowa i dalej na Węgry zostały przerzucone pozostałe oddziały 3 Pułku Piechoty[37].

2 października
- Rząd austriacki przyznał legionistom uprawnienia kombatanckie[39].

5 października
- Pierwsze oddziały legionowe przybyłe z Krakowa dotarły na Ruś Zakarpacką. Utworzyły one grupę generała Trzaski-Durskiego[37].

6 października
- Oddziały 2 Pułku Piechoty (I, II, III i IV batalion) zostały wysłane do walki na północny odcinek frontu. 3 Pułk Piechoty Józefa Hallera pozostał w odwodzie[40].

9 października
- Kwaterując w Jakubowicach nad Wisłą, Józef Piłsudski nadał 139 legionistom stopień oficerski[41].
- AOK uchyliło rozkaz nakazujący noszenie przez legionistów czarno-żółtych opasek pospolitego ruszenia[42].

11 października
- Austriackie dowództwo wyraziło zgodę na powiększenie stanu 1 Pułku Piechoty do 6 tysięcy żołnierzy[43].

12 października
- 3 Pułk Piechoty zdobył Rafajłową w Galicji Wschodniej[44].

14 października
- Prezes NKN prof. Władysław Leopold Jaworski oraz prezes Koła Polskiego w parlamencie wiedeńskim dr Juliusz Leo wysyłali telegram do dowództwa C.K. Armii z protestem w sprawie użycia oddziałów Legionów Polskich w walkach na Węgrzech. Telegram pozostał bez odpowiedzi[45].

16 października

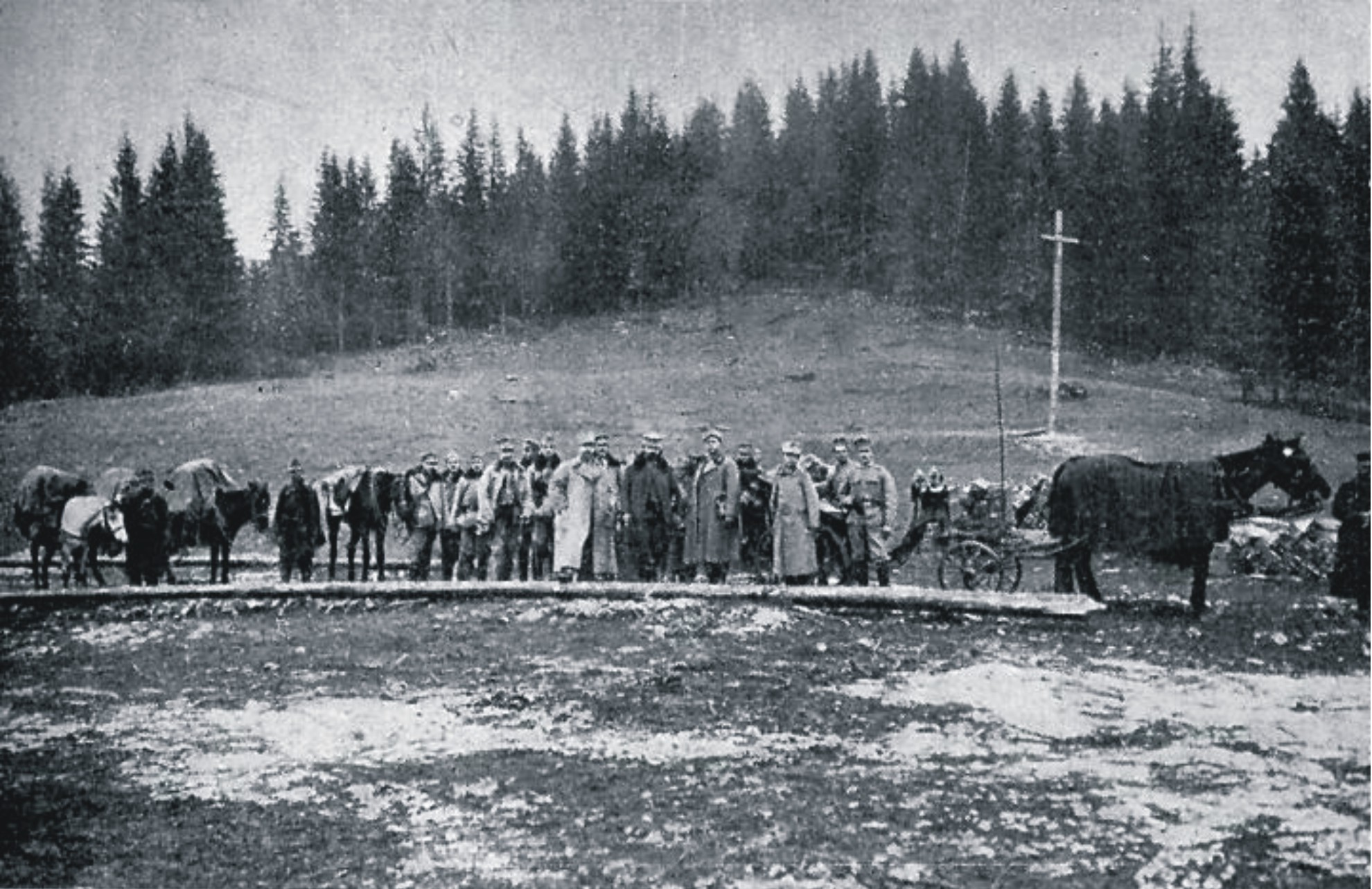
Krzyż wzniesiony przez legionistów na Przełęczy Rogodzy.

- Pod kierunkiem porucznika inżyniera Jana Słuszkiewicza na przełęczy Rogodzy rozpoczęto budowę tzw. Drogi Legionów – łączącej węgierską osadę Holzschlaghaus z Rafajłową. Drogę wybudowano w pięć dni[44].

19 – 22 października
- Korzystając z Drogi Legionów większość sił legionowych 2. i 3. Pułku został przerzucony w rejon Zielonej i Rafajłowej[46].

22 – 26 października
- 1 Pułk Piechoty wziął udział w bitwie pod Laskami i Anielinem[47].

24 października
- Główne siły 2. i 3. Pułku Piechoty wzięły udział w boju pod Nadwórną[46][48].

26 października
- 2. szwadron kawalerii przeszedł chrzest bojowy w potyczce pod Cucyłowem[49].

28 października
- Legioniści z 3 Pułku Piechoty na Przełęczy Pantyrskiej wznieśli Krzyż Legionów[50].

29 października

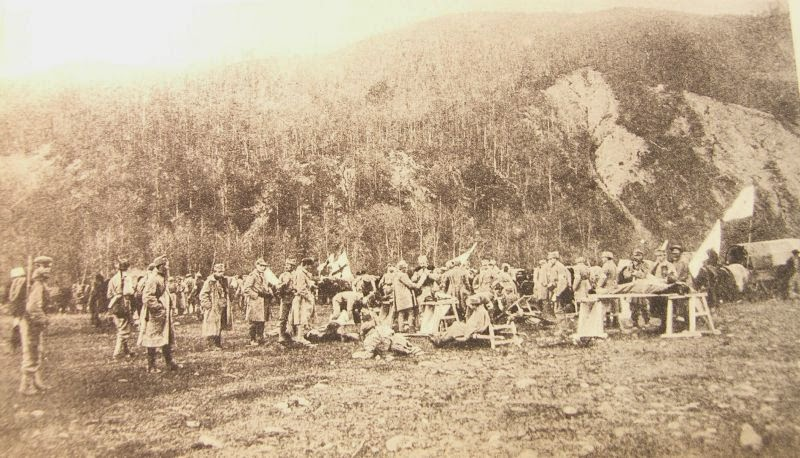
Punkt opatrunkowy Legionów nad Bystrzycą w rejonie Nadwórnej, podczas bitwy pod Mołotkowem.

- Pozycje 2. i 3. Pułku Piechoty oraz 2. szwadronu kawalerii pod Mołotkowem zostały zaatakowane przez 16 rosyjskich batalionów piechoty oraz silny oddział jazdy kozackiej. Po zwycięskim odparciu ataków Rosjan po południu oddziały legionowe rozkazem Austriaków zostały wycofane. 2 Pułk Piechoty do Königsfeld na odpoczynek, zaś 3 Pułk otrzymał zadanie obsadzenia Przełęczy Pantyrskiej[51][52].

### listopad
4 listopada
- W Szkole Podchorążych Legionów Polskich w Jabłonnie rozpoczął się pierwszy kurs oficerski[53].

9 listopada
- Józef Piłsudski podzielił 1 Pułk Piechoty na dwie grupy. Jedną grupę, dowodzoną przez majora Mieczysława Rysia-Trojanowskiego (IV. i VI. batalion piechoty oraz artyleria), pozostawił na pozycjach pod Krzywopłotami. Sam wraz z drugą grupą (pozostałe bataliony piechoty oraz kawaleria) w brawurowym marszu przez Ulinę Małą, pomiędzy wojskami rosyjskimi i austriackimi przedarł się do Krakowa, gdzie dotarł 11 listopada[54][55].

12 listopada
- 1. szwadron kawalerii został rozwinięty do I Dywizjonu Kawalerii Legionów Polskich. Dowódcą dywizjonu został Belina-Prażmowski[56][57].

13 listopada
- Z Krakowa pododdziały 1 Pułku Piechoty oraz kawaleria zostały wysłane na front na Podhalu, w rejon Nowego Sącza[58].

15 listopada
- Głównodowodzący C.K. Armii, arcyksiążę Fryderyk Habsburg nadał Józefowi Piłsudskiemu stopień brygadiera[59].

16 – 19 listopada
- Pozostawione pod Krzywopłotami oddziały 1 Pułku Piechoty stoczyły tam krwawą bitwę. Stracono w niej jedną trzecią żołnierzy[59].

Noc z 23 na 24 listopada
- Na rozkaz majora Rydza-Śmigłego II. i III. batalion 1 Pułku Piechoty otoczyły wieś Chyszówka, gdzie stacjonował oddział szwadron kawalerii rosyjskiej. Wzięto do niewoli 89 żołnierzy rosyjskich (w tym trzech oficerów) oraz zdobyto 86 koni[60].

26 listopada

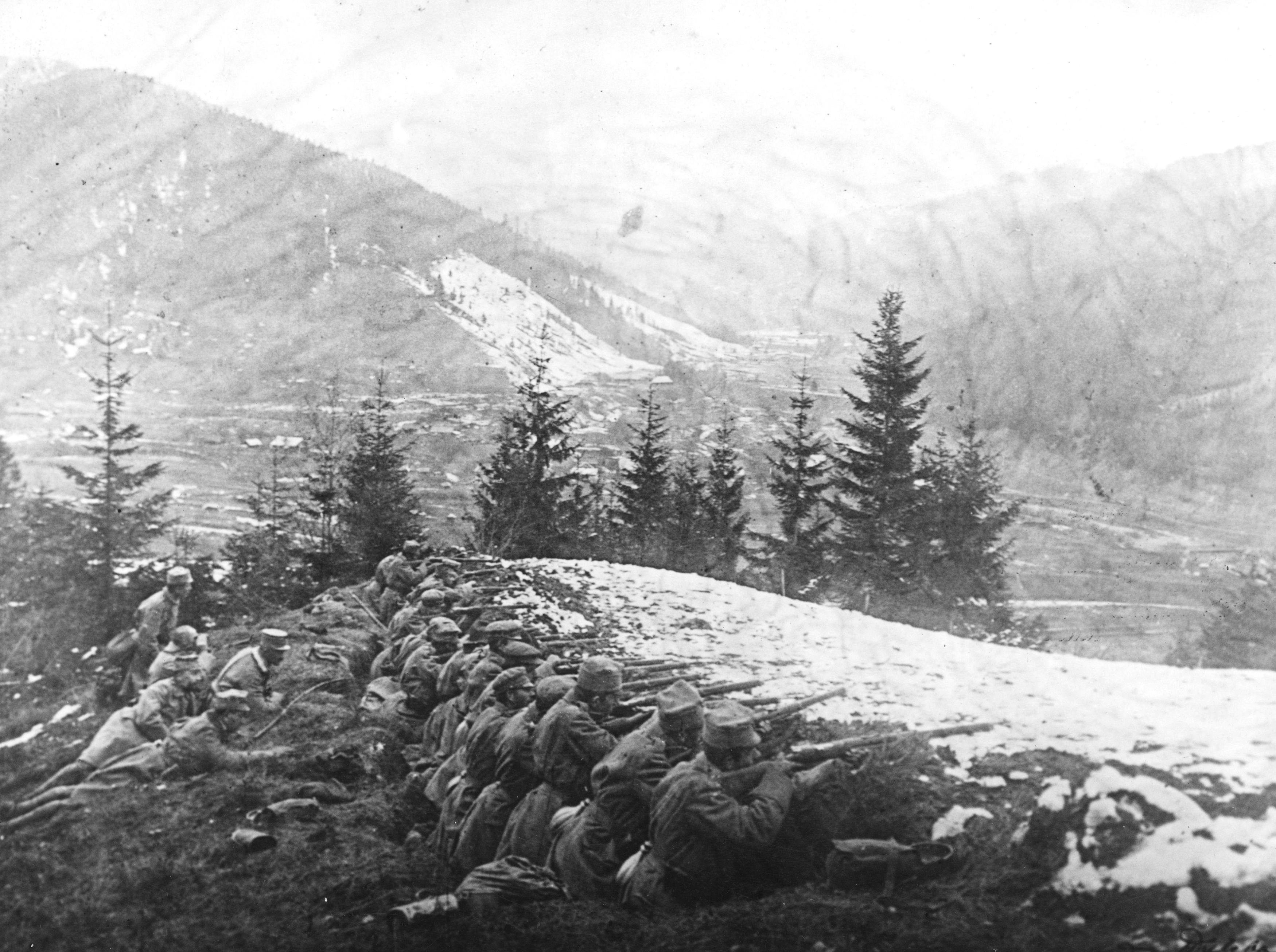
Oddziały Legionów Polskich na pozycjach pomiędzy Rafajłową a Zieloną. Listopad 1914 r.

- Oddziały legionowe w Karpatach podzielono na dwie grupy taktyczne. Mniejszą (dwa bataliony z 3 Pułku, jeden z 2 Pułku oraz pluton artylerii i pluton kawalerii) objął podpułkownik Józef Haller, miała ona za zadanie utrzymać się na pozycjach pod Zieloną i wiązać nacierające siły rosyjskie. Większą (trzy bataliony z 2 Pułku, dwa z 3 Pułku oraz dwa szwadrony kawalerii i dwie baterie artylerii) objął generał Trzaska-Durski i została ona przerzucona na Huculszczyznę[61].

28 listopada
- Na Podhale dotarła pozostała część 1 Pułku Piechoty[60].

### grudzień
5 – 6 grudnia

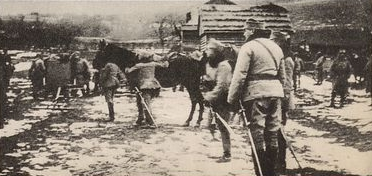
Artyleria Legionów Polskich podczas bitwy pod Marcinkowicami.

- Pododdziały 1 Pułku Piechoty uczestniczyły w bitwie pod Marcinkowicami[62].

7 grudnia
- 1 Pułk Piechoty wziął udział boju pod Pisarzową[63].

12 grudnia–10 stycznia
- Grupa taktyczna gen. Trzaski-Durskiego uczestniczyła w walkach pozycyjnych pod Ökörmezö[64].

13 grudnia

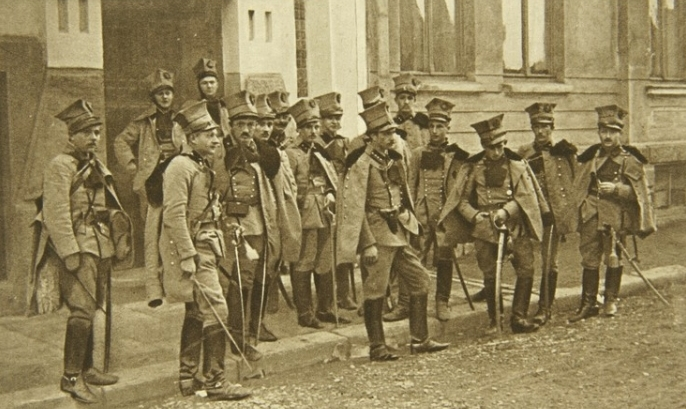
Szwadron Beliny-Prażmowskiego podczas odpoczynku w Nowym Sączu.

- 1 Pułk Piechoty wkroczył do Nowego Sącza na odpoczynek. Oddziały Piłsudskiego przebywały tam do 20 grudnia 1914 roku[65].

19 grudnia
- Ukazał się rozkaz reorganizujący 1 Pułk Piechoty w I Brygadę Legionów Polskich. Dowódcą brygady został brygadier Józef Piłsudski, zaś szefem sztabu podpułkownik Kazimierz Sosnkowski. Jednocześnie formowano 5 Pułk Piechoty Legionów Polskich[65][66][67].

22 – 25 grudnia

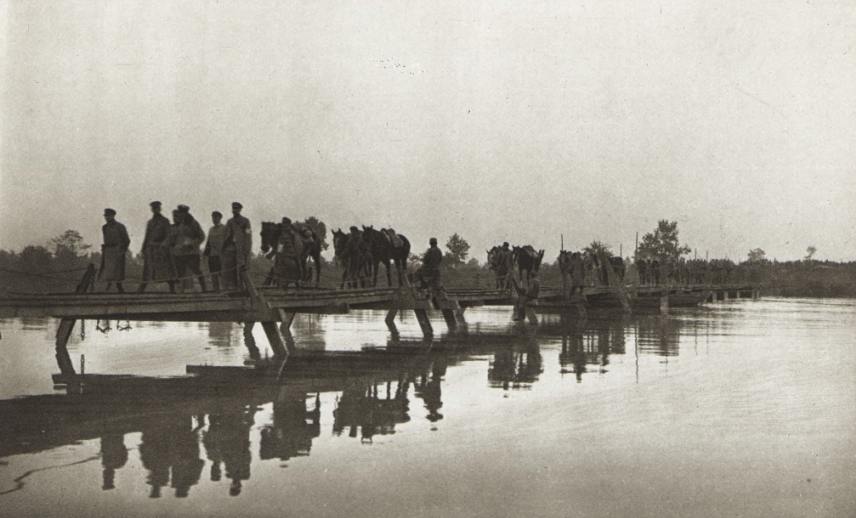
Przejście sztabu I Brygady przez Bug.

- I Brygada Legionów Polskich wzięła udział w bitwie pod Łowczówkiem. Brygadą w zastępstwie Piłsudskiego dowodził ppłk. Sosnkowski. Straty legionistów w tej bitwie wynosiły 128 zabitych i 242 rannych. Bitwa ta przerwała proces reorganizacji 1 Pułku w I Brygadę[68].

29 grudnia
- Przybycie I Brygady Legionów Polskich w rejon Lipnicy Murowanej na odpoczynek. Oddziały przebywały tam do 16 stycznia 1915 roku[69].

## 1915

### styczeń
1–2 stycznia
- Brygadier Piłsudski po konsultacji z Sosnkowskim wyznaczył nowe nominacje oficerskie[70].

10 stycznia

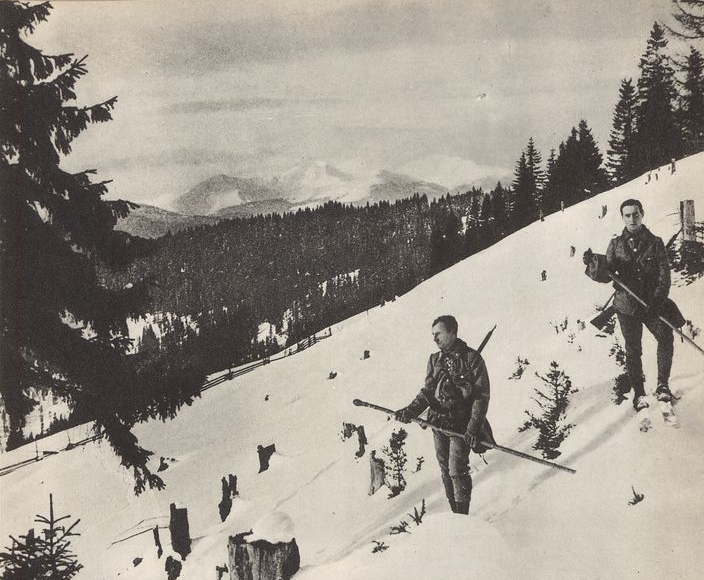
Patrol telefoniczny Legionów Polskich pod Kirlibabą.

- Grupa taktyczna gen. Trzaski-Durskiego została wycofana z rejonu Ökörmezö do Huszt[71].

13 stycznia
- Transport kolejowy oddziałów z grupy taktycznej gen. Trzaski-Durskiego nad Złotą Bystrzycę[72].

18 – 22 stycznia
- Grupa taktyczna gen. Trzaski-Durskiego wzięła udział w pięciodniowej bitwie pod Kirlibabą. Zwycięstwo w tej bitwie otworzyło wojskom austro-węgierskim drogę na Bukowinę i do Galicji Wschodniej[72].

23 – 24 stycznia
- Grupa taktyczna ppłk. Hallera odrzuciła niespodziewany atak Rosjan na Rafajłową, biorąc 120 jeńców. W tej bitwie czasowo grupą dowodził czasowo Bolesław Roja[72].

24 stycznia

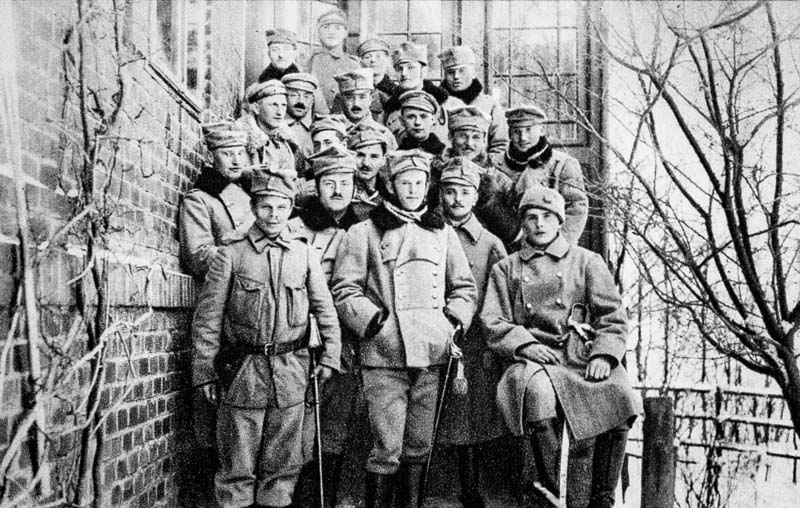
Grupa oficerów I Brygady podczas odpoczynku w Kętach.

- Pododdziały I Brygady Legionów Polskich wkraczają do Kęt. Postój trwał do 28 lutego 1915 roku. W tym czasie dokończono reorganizację I Brygady. Z dotychczasowych I. i III. batalionu powstał trój batalionowy 1 Pułk Piechoty (dowódca: mjr. Rydz-Śmigły), zaś z II. i IV. – 5 Pułk Piechoty Legionów Polskich (dowódca: mjr. Norwid-Neugebauer, jednakże szybko zastąpiony przez kpt. Leona Berbeckiego). Ponadto brygada dysponowała jeszcze dwoma samodzielnymi batalionami (V. i VI.), kawalerią (trzy szwadrony, w tym jeden w organizacji) oraz pododdziałami saperów, służby medycznej i taborów. Ogółem w tym okresie I Brygada Legionów Polskich liczyła 2613 ludzi oraz 441 koni[73][74].

### luty
16 lutego
- Walki grupy taktycznej ppłk. Hallera pod Sołotwiną[72].

28 lutego
- I Brygada Legionów Polskich została przewieziona transportem kolejowym do Jędrzejowa[75].

### marzec
3 marca – 10 maja

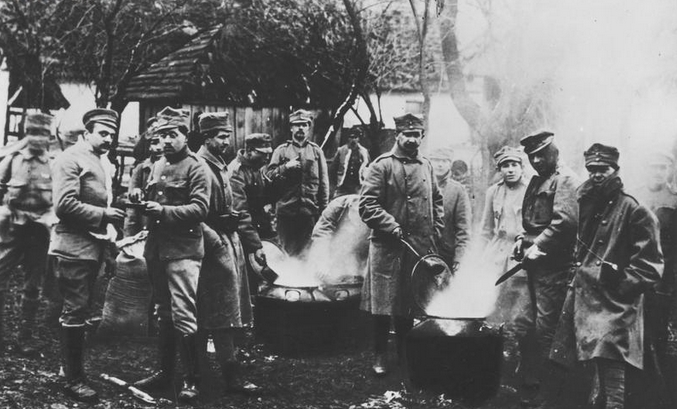
Kuchnie polowe I Brygady Legionów podczas walk nad Nidą.

- Walki pozycyjne I Brygady Legionów Polskich nad Nidą. Oddziały Piłsudskiego zajmowały odcinek od Chojn (koło Imielnicy) do Pawłowic[76].

14 marca
- Rozkazem Komendy Legionów awansowano m.in. podpułkownika Hallera na pułkownika, majorów Januszajtisa i Roję na podpułkowników, zaś kapitana Minkiewicza na majora[77].

15 marca

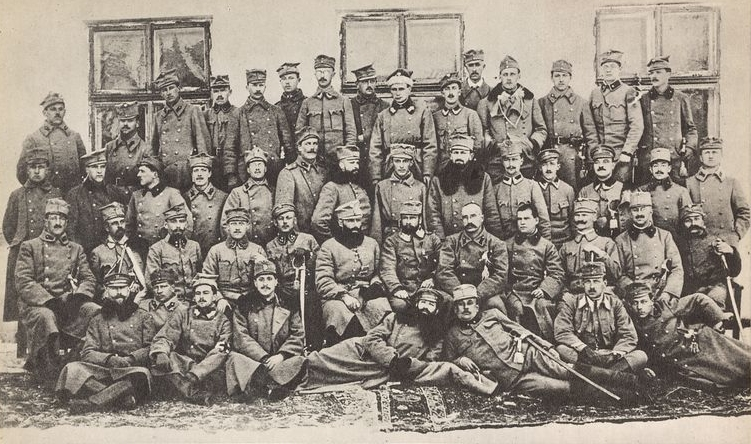
Oficerowie z grupy taktycznej płk. Hallera podczas odpoczynku Kołomyi.

- W Kołomyi dochodzi do połączenia grup taktycznych gen. Trzaski-Durskiego i ppłk. Hallera. Rozpoczęto proces reorganizacji oddziałów w II Brygadę Legionów Polskich[78][79].

16 marca
- W związku z wyjazdem gen. Trzaski-Durskiego na urlop, tymczasowym zwierzchnikiem Legionów Polskich zostaje płk Haller[77].

### kwiecień
3 kwietnia
- Płk Haller zostaje odsunięty od pełnienia obowiązków komendanta Legionów Polskich. W jego miejsce zostaje przysłany gen. c.k. Mieczysław Zaleski[80].

15 – 16 kwietnia
- Odmarsz oddziałów II Brygady Legionów Polskich na granicę Besarabii. Początek walk pozycyjnych, oddziały legionowe zajmowały pozycje na granicy Bukowiny i Besarabii, pomiędzy Dniestrem a Prutem[78][81].

16 kwietnia
- Dowódcą 2 Pułku Piechoty zostaje ppłk Marian Januszajtis-Żegota[82].

18 kwietnia
- Kolejna zmiana na stanowisku pełniącego obowiązki komendanta Legionów Polskich. Gen. Zalewskiego zastąpił austriacki gen. Weiss. Pełnił on tę funkcję aż do 14 maja 1915 roku, kiedy to z urlopu powrócił gen. Trzaska-Durski[80].

23 kwietnia
- Dowódcą II Brygady Legionów Polskich został mianowany płk Ferdynand Küttner. Brygada składała się z dwóch pułków piechoty (po trzy bataliony każdy), dwóch szwadronów jazdy oraz dwóch baterii artylerii. Dowódcą 2 Pułku Piechoty zostaje ppłk Marian Januszajtis, zaś 3 Pułku Piechoty – mjr Henryk Minkiewicz. 2. szwadronem ułanów dowodził rtm. Zbigniew Dunin-Wąsowicz, a 3. szwadronem – Jan Dunin-Brzeziński[80].

### maj
8 maja
- Rozkazem Komendy Legionów powołano III Brygadę Legionów Polskich. Miała się ona składać z dwóch pułków piechoty (4. i 6.), dwóch szwadronów kawalerii (5. i 6.) oraz baterii artylerii pod dowództwem por. Jana Bolda. Kadrą nowej brygady mieli być żołnierze oddelegowani z istniejących już jednostek legionowych[83].

9 maja
- Znad Dniestru ruszyła kontrofensywa rosyjska w kierunku Kołomyi. Atak rosyjski zmusił oddziały II Brygady do cofnięcia się na linię Nadwórna-Kołomyja-Czerniowice[84].

10 maja
- Powstaje 4 Pułk Piechoty Legionów Polskich. Dowódcą zostaje mianowany ppłk Bolesław Roja[85].

11 maja
- Przełamanie frontu pod Gorlicami spowodowało, że Rosjanie opuścili swoje dotychczasowe pozycje nad Nidą. Wobec tego I Brygada Legionowa przekroczyła Nidę i rozpoczęła pościg za nieprzyjacielem[86].
- W składzie I Brygady Legionów Polskich utworzono oficjalnie nieuznawany przez dowództwo austriackie 7 Pułk Piechoty Legionów Polskich. W skład pułku wchodziły (istniejące formalnie) V. i VI. batalion piechoty. Dowódcą pułku został mjr. Ryś-Trojanowski[87].

16 – 25 maja

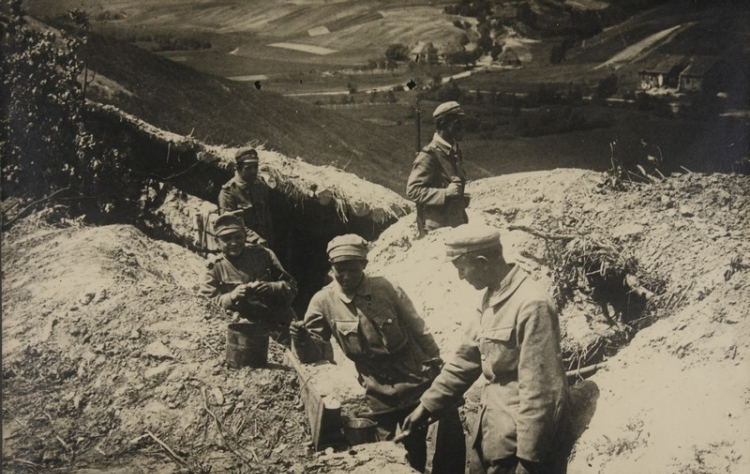
Okopy I Brygady Legionów Polskich w czasie bitwy pod Konarami.

- Jednostki I Brygady Legionów Polskich uczestniczyły w boju pod Konarami zakończonym odwrotem wojsk rosyjskich. Straty I Brygady (ranni i zabici) wynosiły 39 oficerów i 655 szeregowych[88][89].

### czerwiec
1 czerwca
- 2. i 3. szwadron ułanów Legionów Polskich zostały przeformowane w II Dywizjon Kawalerii Legionów Polskich, podlegający II Brygadzie. Dowódcą dywizjonu został rotmistrz Zbigniew Dunin-Wąsowicz[90].

11 czerwca
- Atak oddziałów II Brygady dowodzonych przez płk. Zielińskiego na Zadobrówkę. Szturm zakończył się dużym zwycięstwem oddziałów legionowych. Legioniści okrążyli Rosjan, biorąc do niewoli ponad 500 jeńców, w tym 4 oficerów. Zdobyto także 400 karabinów, karabin maszynowy oraz około 1 miliona amunicji. W rozkazie XI Korpusu (któremu podporządkowana była II Brygada) ten dzień nazwano „dniem polskim” (ein Polentag)[91].

12 czerwca
- Wojska II Brygady zajęły Rarańczę[92].

13 czerwca

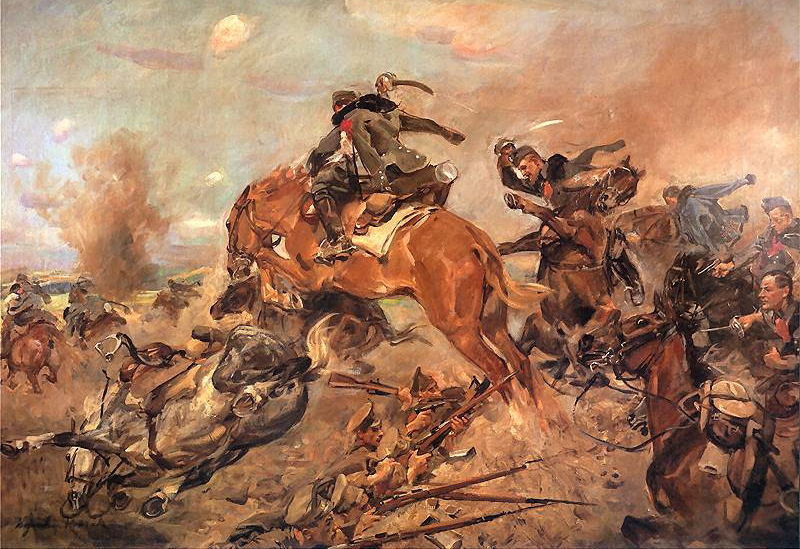
Szarża pod Rokitną na obrazie Wojciecha Kossaka.

- Miała miejsce słynna szarża pod Rokitną. Pod Rokitną na dobrze umocnionych pozycjach natarcie Austriaków zatrzymały wojska rosyjskie. Ponadto Rosjanie przeprowadzili przeciwnatarcie na sąsiadującą z II Brygadą austro-węgierską 42 dywizję piechoty. Chcąc odciążyć 42 dywizję, dowództwo Korpusu nakazało II Brygadzie przeprowadzić uderzenie na pozycje Rosjan. Atak miały przeprowadzić dwa szwadrony kawalerii legionowej wsparte piechotą i ostrzałem artylerii. Jednakże szef sztabu II Brygady Legionów Polskich nie zsynchronizował całej akcji. Ostatecznie do ataku ruszył tylko 2 szwadron ułanów pod dowództwem rtm. Wąsowicza. Mający nacierać za nim 3. szwadron powstrzymał szef sztabu II Brygady. Nie udało się jednak na czas powiadomić artylerii austro-węgierskiej. Szarża trwała kilkanaście minut, atak załamał się na czwartej linii okopów rosyjskich. Z 63 szarżujących ułanów, 15 zginęło, 3 kolejnych zmarło późnej z ran, a 24 było rannych. 7 dostało się do niewoli. Zginął między innymi dowódca dywizjonu kawalerii II Brygady rtm. Zbigniew Dunin-Wąsowicz, jego zastępca por. Roman Włodek oraz dowódca 2 szwadronu por. Jerzy Topór-Kisielnicki. Mimo załamania się szarży w nocy z 13 na 14 czerwca Rosjanie wycofali się w głąb Bessarabii[93][94].

15 czerwca

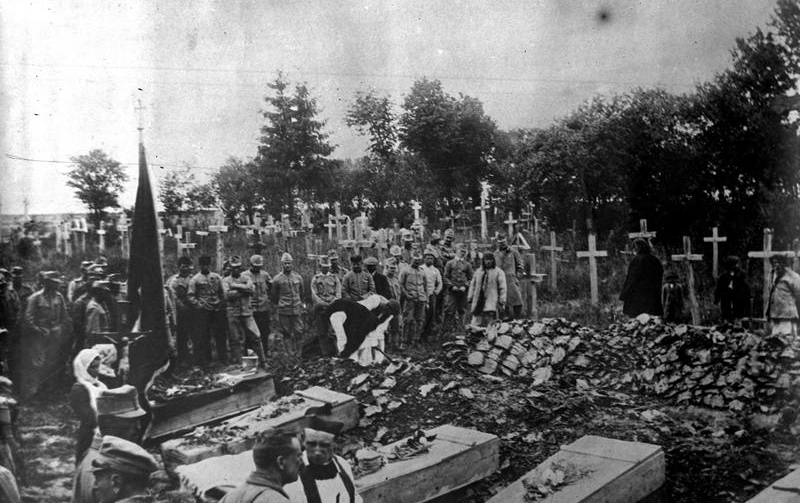
Pogrzeb ułanów poległych podczas szarży pod Rokitną.

- Na cmentarzu w Rarańczy miał miejsce pogrzeb 15 ułanów poległych w czasie szarży pod Rokitną. Mszę odprawił ks. Józef Panaś, kapelan 3 Pułku Piechoty[95].
- Ze względu na śmierć rotmistrza Dunin-Wąsowicza nowym dowódcą II Dywizjonu Kawalerii Legionów Poslskich zostaje rotmistrz Jan Dunin-Brzeziński[90].

15 czerwca – 20 października
- Okres walk pozycyjnych II Brygada Legionów Polskich pod Rarańczą[96].

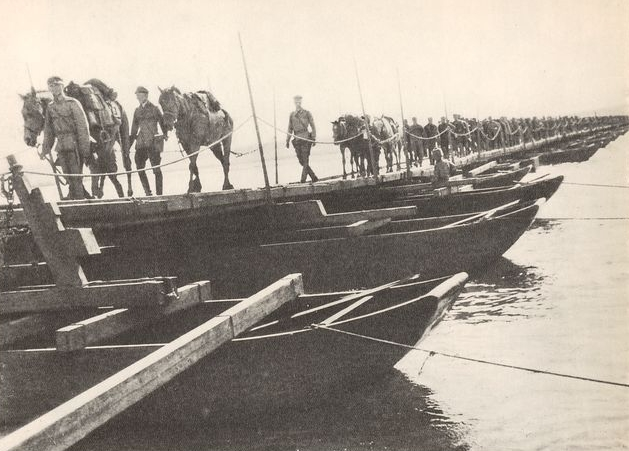
Przeprawa I Brygady przez Wisłę.

22 czerwca
- W Cieszynie brygadier Józef Piłsudski został odznaczony austriackim orderem Żelaznej Korony[97].

24 czerwca
- Komendę 5. szwadronu kawalerii Legionów Polskich objął rtm. Juliusz Ostoja-Zagórski[98].

25 – 29 czerwca
- I Brygada toczy boje pod Ożarowem, zmuszając Rosjan do wycofania się w rejon Tarłowa[99].

30 czerwca – 2 lipca
- I Brygada Legionów Polskich stoczyła zwycięską bitwę pod Tarłowem. W walkach wyróżnił się 1. Pułk Piechoty pod dowództwem mjr Rydza-Śmigłego, który zdobył Redutę Tarłowską otwierając I Brygadzie drogę ku Wiśle[100][101].

### lipiec
4 lipca
- I Brygada Legionów przeszła przez Wisłę pod Annopolem. Oddziały Piłsudskiego wkraczają na Lubelszczyznę[102].

15 lipca
- Po mszy polowej w Piotrkowie oraz defiladzie 4 Pułk Piechoty Legionów Polskich oraz 5. szwadron kawalerii wyrusza na front[103][104].

19 lipca
- Pod Urzędowem dochodzi do spotkania pododdziałów I Brygady Legionów Polskich z nowo sformowanym 4 Pułkiem Piechoty. 4 Pułk oraz 5 szwadron kawalerii, jako tzw. grupa Roi zostaje czasowo podporządkowany rozkazom Józefa Piłsudskiego[105].

22 lipca

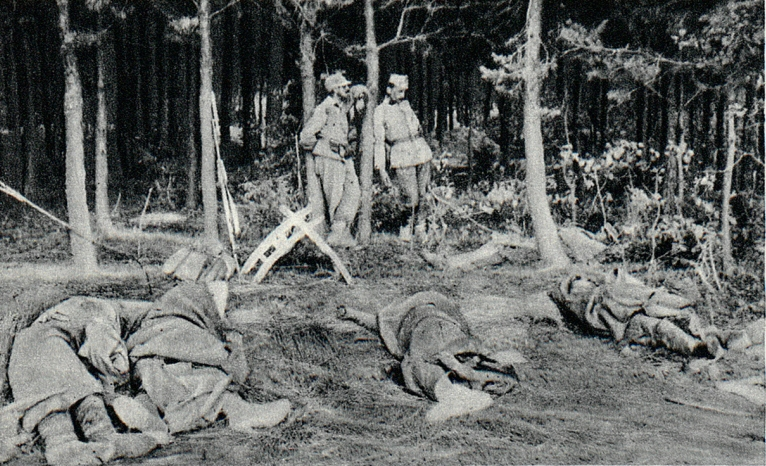
Pobojowisko po bitwie pod Majdanem Borzechowskim.

- Chrzest bojowy 4 Pułku Piechoty pod Majdanem Borzechowskim[103].

23 lipca
- Przy I Dywizjonie Kawalerii Beliny-Prażmowskiego utworzona zostaje bateria konna pod dowództwem por. Edmunda Knoll-Kownackiego. Bateria funkcjonowała do końca 1915 roku[106][107].

27 lipca
- Komenda Legionów wydaje rozkaz o rozpoczęciu organizacji 6 Pułku Piechoty Legionów Polskich, który ma zostać podporządkowany III Brygadzie Legionów Polskich. Pierwszym dowódcą 6 Pułku Piechoty zostaje mianowany mjr Witold Ścibor-Rylski[103][108].

30 lipca
- Dwa szwadrony kawalerii Beliny-Prażmowskiego (szwadron por. Grzmota-Skotnickiego oraz szwadron por. Głuchowskiego) zajmują Lublin, na godzinę przed jednostkami austriackimi[109].

31 lipca – 3 sierpnia

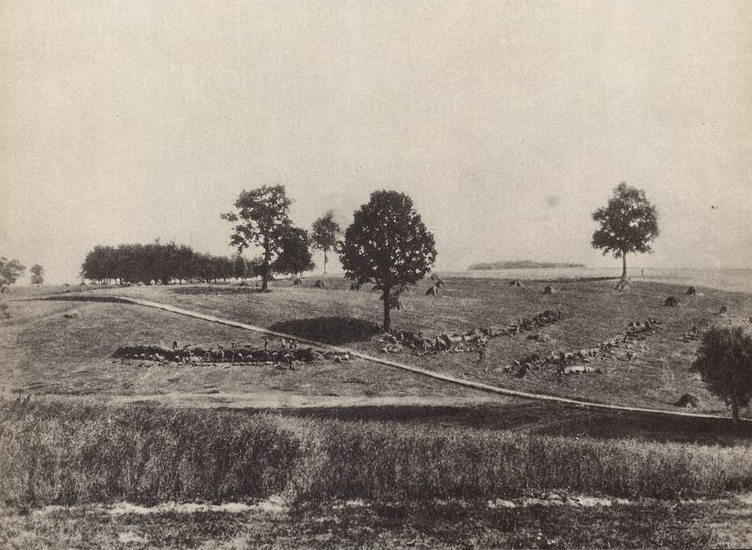
4 Pułk Piechoty okopuje się pod ogniem w czasie bitwy pod Jastkowem.

- Miała miejsce krwawa bitwa pod Jastkowem. Oddziały legionowe zajęły pięciokilometrowy odcinek na linii Jastków – barak Osada, naprzeciwko nich na silnie umocnionych pozycjach znajdowała się rosyjska 1 Dywizja Strzelców. Na rozkaz dowództwa austriackiego przeprowadzono kilka szturmów, które jednak załamywały się pod ogniem rosyjskich karabinów maszynowych. Ataki te zmusiły jednak Rosjan do wycofania się, co nastąpiło 3 sierpnia[110].

### sierpień
4 – 7 sierpnia
- Pościg I Brygady Legionów oraz 4 Pułku Piechoty za wycofującymi się oddziałami rosyjskimi zatrzymał się w rejonie Kamionki, gdzie oddziały legionowe wzięły udział w walkach pozycyjnych. Przełamanie frontu przez 41 Dywizję Honwedów pod Lubartowem i Nowym Dworem zmusiło oddziały rosyjskie 7 sierpnia do odwrotu[111].

5 sierpnia
- W Ożarowie pod Lubartowem brygadier Józef Piłsudski wydał rozkaz podsumowujący pierwszy rok wojny[111].

7 – 21 sierpnia
- Oddziały I Brygady Legionów Polskich kontynuują pościg za oddziałami rosyjskimi. Trasa pościgu przebiegała przez miejscowości Zakanle, Konstantanów, Krynki oraz Kowaliki[112].

19 sierpnia
- I Brygada Legionów Polskich przeszła przez Bug[113].

21 – 24 sierpnia
- Oddziały I Brygady Legionów Polskich starły się z Rosjanami pod Raśną[114].

22 sierpnia

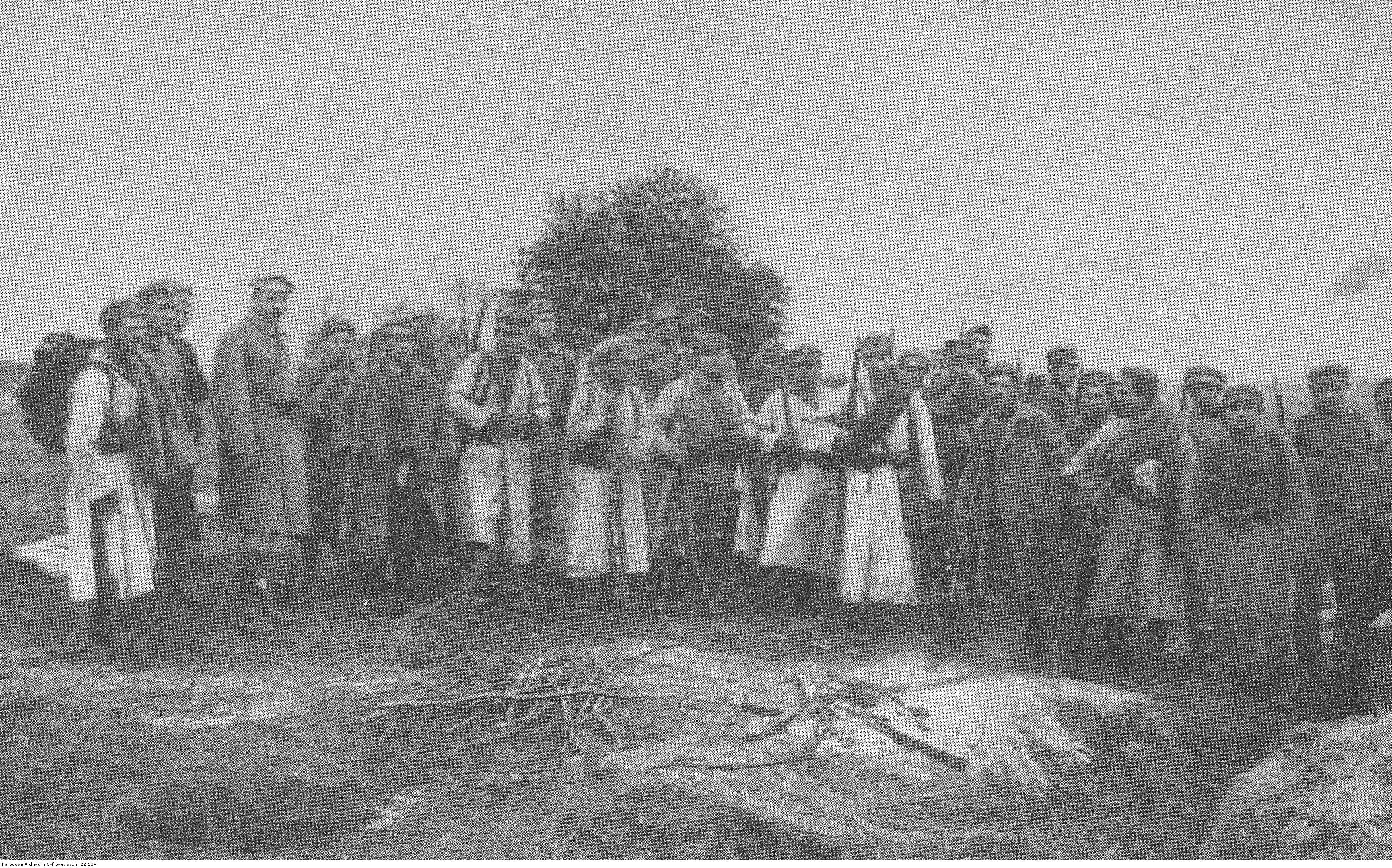
Pluton Warszawski I Brygady Legionów 29 sierpnia 1915

- Z Warszawy wyruszył batalion zorganizowany przez komendanta głównego POW por. Tadeusza Żulińskiego z zamiarem dołączenia do I Brygady Legionów Polskich. Batalion liczący 330 ludzi dołączył do Brygady 29 sierpnia[115].

27 sierpnia
- I Brygada Legionów oraz 4 Pułk Piechoty zostają skierowane na Wołyń[116][117].

### wrzesień
6 września

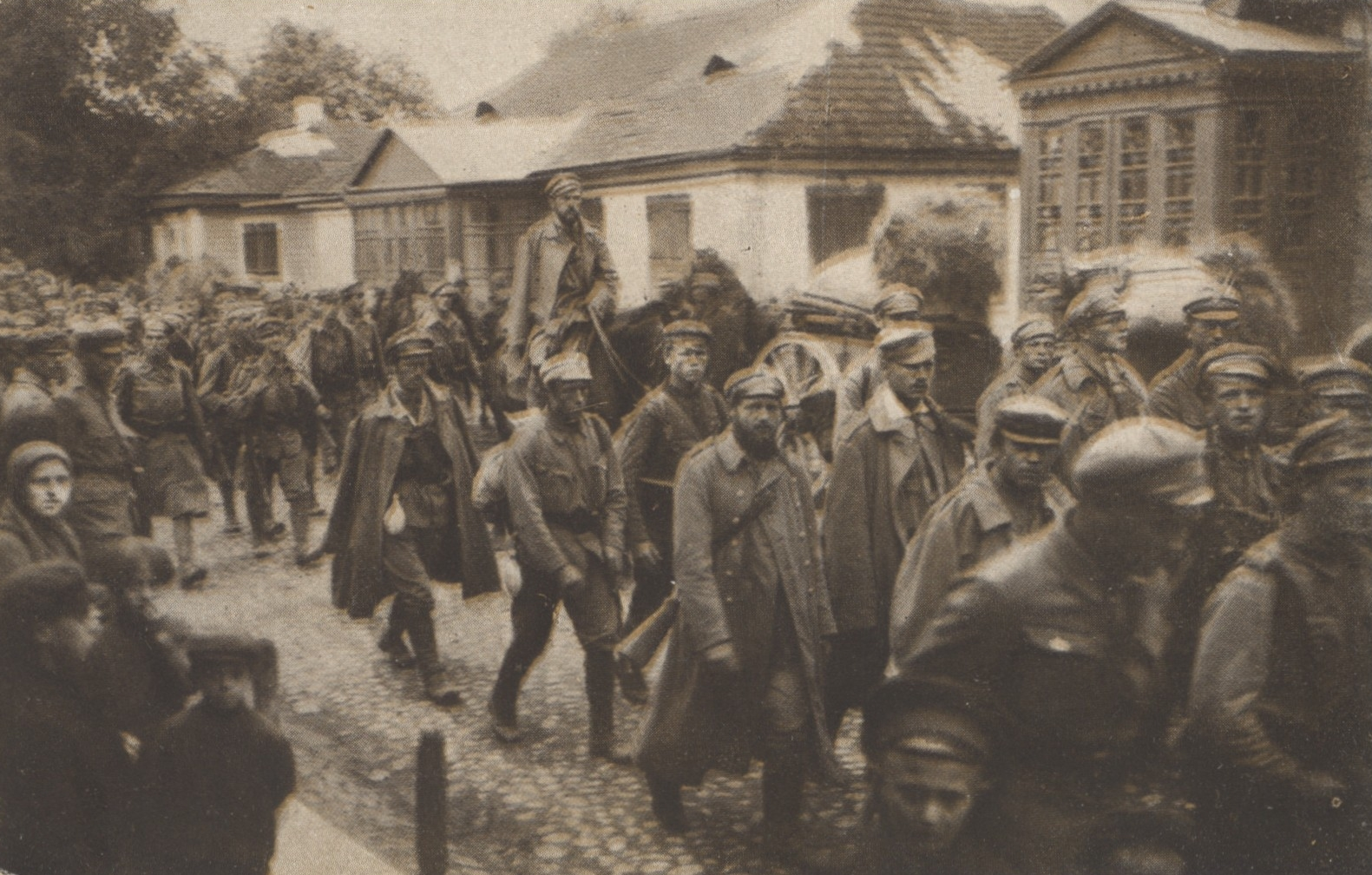
Wkroczenie I Brygady Legionów Polskich do Kowla.

- Do Kowla wkroczyła I Brygada Legionów Polskich[118].

10 września
- 6 Pułk Piechoty otrzymał sztandar ofiarowany przez mieszkańców Warszawy[119].

14 września
- Nowo sformowany 6 Pułk Piechoty Legionów Polskich oraz 6 Szwadron Kawalerii zostają skierowany na front[117][120].

19 września
- Podzielono Legiony Polskie na dwie grupy taktyczne. Pierwszą grupę taktyczną, którą dowodził Józef Piłsudski stanowiły 4. i 5. Pułk Piechoty oraz jazda rtm. Beliny-Prażmowskiego. Drugą grupę objął Rydz-Śmigły, tworzyły ją 1. i 7. Pułk Piechoty oraz artyleria legionowa. Komendzie Legionów podporządkowano grupę Rydza-Śmigłego oraz 6 Pułk Piechoty. Grupa Piłsudskiego była podporządkowana bezpośrednio jednostkom austriackim[121][122].

20 września
- Grupa Rydza-Śmigłego przeszła przez Stochód i zgrupowała się w rejonie Trojanówki[123].

20 – 26 września
- Grupa Piłsudskiego zaangażowana została w walki nad Styrem w rejonie Kopcza. 26 września grupę skierowano na przyczółek mostowy w miejscowości Kołki[124].

23 września
- Chrzest bojowy 6 Pułku Piechoty w walkach o stację kolejową Maniewicze z 12 Pułkiem Kozaków Orenburskich[125].

27 września
- 1 Pułk Piechoty podporządkowany grupie Rydza-Śmigłego wszedł do Kostiuchnówki. Później zdobyto pobliską Kołodię, lecz kontratak Rosjan zmusił pułk do wycofania się do Kostiuchnówki[126].

29 września – 10 grudnia
- Walki grupy Piłsudskiego nad Styrem, na wschód od Kołek. Z Rosjanami starto się m.in. pod Stowygorożem (3 października), Kulikowiczami (18 października) oraz pod Koszyszczami[124][118].

30 września
- Pod Rarańczą odbyły się uroczystości z okazji pierwszej rocznicy wymarszu 2. Pułku Piechoty z Krakowa na front w Karpatach. Uroczystości rozpoczęła msza żałobna w intencji poległych. Następnie złożono kwiaty na grobach legionistów na cmentarzu w Rarańczy, a później odbyła się dekoracja legionistów medalami za waleczność i defilada przed dowódcą II Brygady, brygadierem Küttnerem[127].

### październik
1 – 3 października
- Pod Kostiuchnówką w walce o wieś Kołodię swój chrzest bojowy przeszedł 6 Pułk Piechoty[128].

6 października
- Dowódcą 6 Pułku Piechoty zostaje mjr Mieczysław Norwid-Neugebauer, zastępując na tym stanowisku mjra Ścibora-Rylskiego[125][129].

9 października
- Grupa Rydza-Śmigłego została wycofana na odpoczynek w rejon Trojanówki i Hulewicz[130].

17 października
- Rozkazem Komendy Legionów 5. i 6. szwadron kawalerii połączono w III Dywizjon Kawalerii, podporządkowany III Brygadzie Legionów Polskich. Jego dowódcą został rtm. Juliusz Ostoja-Zagórski[131][132].

20 października

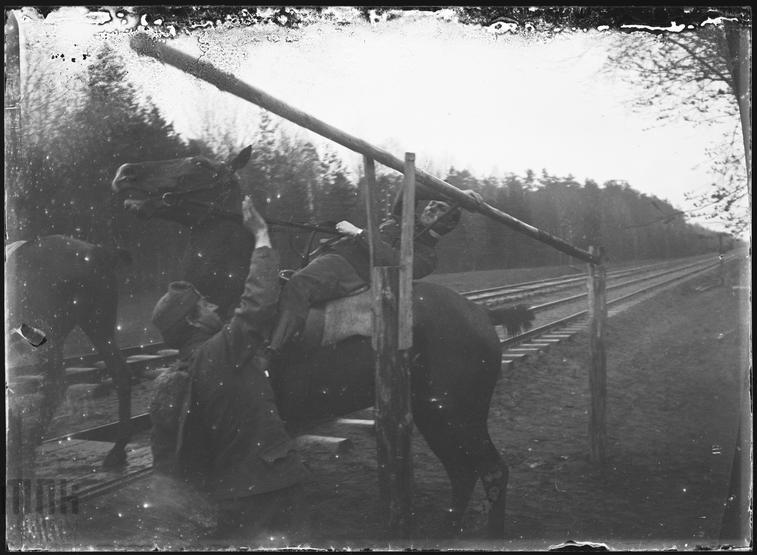
Przerzucenie II Brygady Legionów na Wołyń. Na zdjęciu, przygotowanie koni do transportu kolejowego.

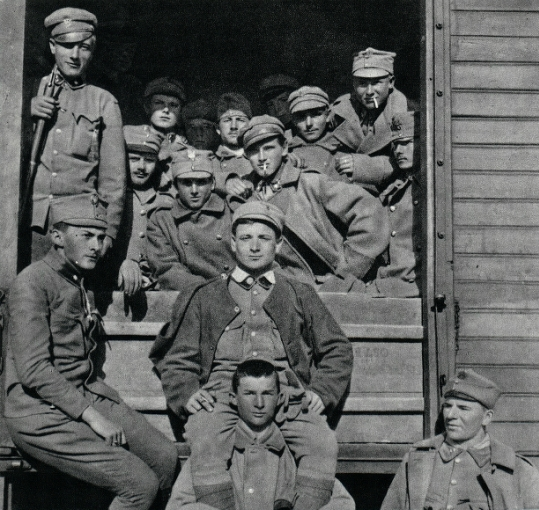
Żołnierze II Brygady w czasie transportu z Bukowiny na Wołyń.

- Po przekazaniu pozycji pod Rarańczą oddziałom austro-węgierskim, II Brygada Legionów Polskich odjechała na Wołyń, gdzie nastąpiło połączenie jednostek legionowych[133].

21 października
- Grupa Rydza-Śmigłego przeprowadziła kontrofensywę, zdobywając straconą kilka dni wcześniej miejscowość Jabłonka Wielka[134].

22 – 25 października
- Grupa Rydza-Śmigłego współpracując z jednostkami austro-węgierskimi oraz niemieckimi zaangażowana była w walki mające na celu wyparcie Rosjan z Kukli i zmuszenie ich do wycofania się za Styr[135].

25 – 29 października
- Grupa Rydza-Śmigłego oraz 6 Pułk zaangażowane były w ciężkie walki o Kamienuchę. Podczas tych walk 6 Pułk Piechoty stracił około 10% swojego stanu[136].

30 – 31 października
- Przemarsz grupy Rydza-Śmigłego oraz 6 Pułku Piechoty na nowy odcinek frontu od Kostiuchnówki do Miedwieża Wielkiego[137][138].

### listopad
3 – 14 listopada
- W rejonie Kostiuchnówki miały miejsce walki pododdziałów II Brygady Legionów Polskich, 6 Pułku Piechoty oraz grupy taktycznej, której dowództwo objął płk Sosnkowski zastępując na tym stanowisku ppłk. Rydza-Śmigłego. Walki zakończyły się wyparciem Rosjan z Kostiuchnówki[137][138].

14 listopada
- Rozpoczyna się okres walk pozycyjnych II Brygady Legionów Polskich nad Styrem w rejonie Kostiuchnówki. Pododdziały II Brygady przebywały na tym odcinku do 1 czerwca 1916 roku[139].

21 listopada
- Spod rozkazów Józefa Piłsudskiego wyłączono 4 Pułk Piechoty. Pułk skierowano w rejon Kostiuchnówki, gdzie dołączył do III Brygady[140].

23 listopada
- W rejonie wsi Koszyszcze przybyły 1. i 7. Pułk Piechoty – doszło do ponownego scalenia I Brygady Legionów Polskich, która od dwóch miesięcy walczyła podzielona na dwie grupy[140].

27 listopada
- Gen. Karol Trzaska-Durski w swoim rozkazie polecił zastosować w I Brygadzie Legionów Polskich organizację przyjętą przez dowództwo austro-węgierskie, tj. brygada miała liczyć dwa pułki piechoty, każdy składający się z trzech batalionów. W praktyce oznaczało to, że należałoby zlikwidować 7 Pułk Piechoty. Rozkaz ten w I Brygadzie został zlekceważony[141].

### grudzień
1 grudnia

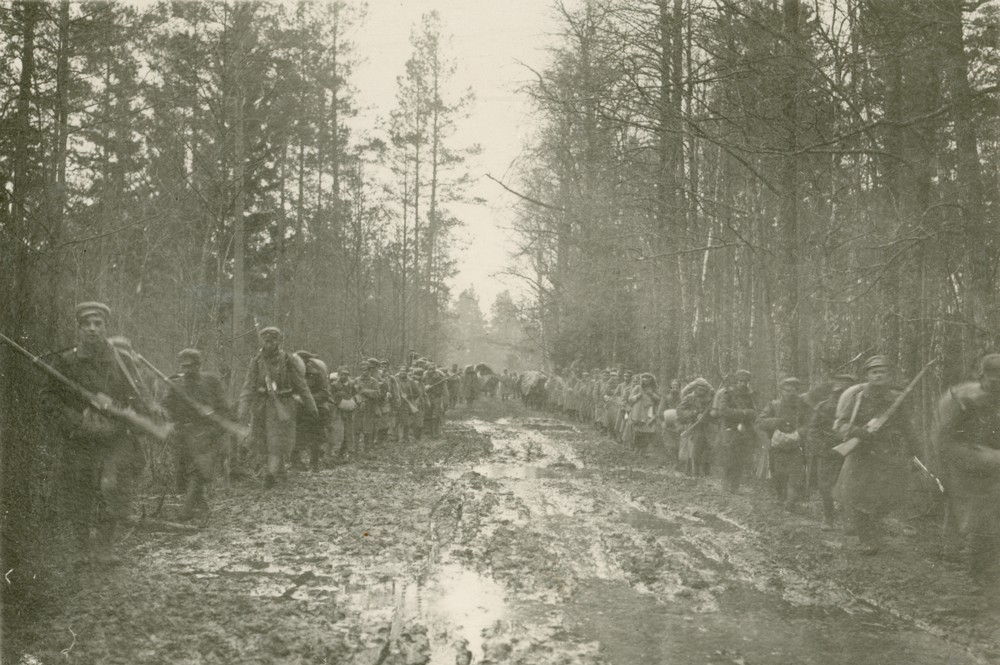
Przemarsz pododdziałów 1 Pułku Piechoty przez wołyńskie bagna. Grudzień 1915.

- Dowódcą nieformalnego 7 Pułku Piechoty zostaje mjr Michał Rola-Żymierski[142].

8 grudnia
- W Wołczecku rozkazem Komendy Legionów II. i III. Dywizjon Kawalerii zostały połączone w 2 Pułk Ułanów Legionów Polskich. Dowódcą pułku zostaje mianowany rtm. Juliusz Ostoja-Zagórski. Dowódcami dywizjonów zostali: I. – rtm. Jan Dunin-Brzeziński, II. – Kazimierz Zieliński-Ziembiński[90][143].

9 grudnia
- 4 Pułk Piechoty zajmuje pozycje pod Optową[144].

10 grudnia
- I Brygada Legionów Polskich oraz jazda Beliny-Prażmowskiego zostały wysłane na odpoczynek – piechota do Karasina i Leszniewki, kawaleria do Werch. Odpoczynek pododdziałów trwał do 27 kwietnia[145][146].

15 grudnia
- 6 Pułk Piechoty zajmuje pozycje pod Optową. Początek walk pozycyjnych III Brygady w tym rejonie[144].

## 1916

### styczeń
15 stycznia
- Oddział jazdy Beliny-Prażmowskiego, w sile 4 szwadronów, rozkazem Komendy Legionów został oficjalnie zatwierdzony jako 1 Pułk Ułanów Legionów Polskich[56].

28 stycznia
- Ze stanowiska Komendanta Legionów Polskich zostaje odwołany gen. Karol Trzaska-Durski[147].

### luty
1 lutego – 29 maja
- Spieszone pododdziały 1 Pułku Ułanów oraz oddziały 5 Pułku Piechoty zostały oddelegowane do służby na odcinku austriackiej 9 Dywizji Kawalerii. Działania pułku w tym okresie polegały na patrolowaniu przedpola odcinka 9 Dywizji. Okres ten w historii tych pułków jest określany jako okres służby „myśliwskiej”[148][149].

7 lutego
- Komendantem Legionów Polskich zostaje gen. Stanisław Puchalski[150].

14 lutego

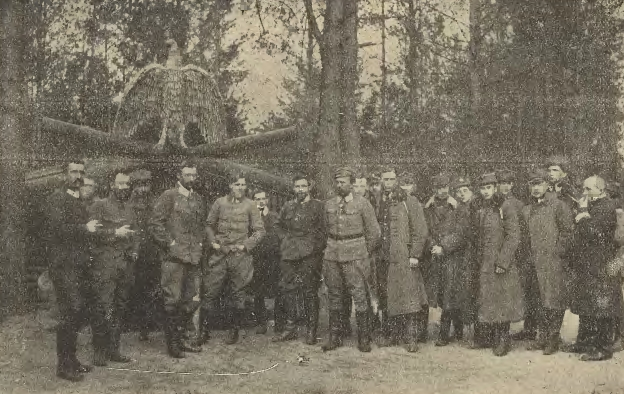
Spotkanie wyższych oficerów legionowych w komendzie 4 Pułku Piechoty. 14 lutego 1916 roku.

- Z inicjatywy płk. Roi, płk. Januszajtisa oraz ppłk. Minkiewicza, w siedzibie komendy 4 Pułku Piechoty miało miejsce spotkanie wyższych oficerów legionowych. Miało ono na celu przełamanie uprzedzeń oraz nieufności pomiędzy oficerami poszczególnych brygad legionowych i zjednoczenie Legionów w jednolitą formację. W spotkaniu uczestniczyli: ppłk Rydz-Śmigły, mjr Berbecki, mjr Rola-Żymierski, płk Januszajtis, ppłk Minkiewicz, płk Rola, mjr Brzoza-Brzezina oraz jeden oficer z 1 Pułku Ułanów (występujący w imieniu rtm. Bieliny-Prażmowskiego, który nie mógł pojawić się osobiście)[151].

### marzec
23 marca
- W siedzibie komendy 4 Pułku Piechoty odbyło się drugie spotkanie wyższych oficerów legionowych. Głównym tematem spotkania była sprawa wprowadzenia jednolitych dystynkcji oraz oznaczeń rodzajów broni[152].

### kwiecień
28 kwietnia
- I Brygada zajmuje pozycje w pobliżu osiedla Legionowo na Wołyniu, zluzowując II Brygadę Legionów Polskich[146].

### maj
28 maja

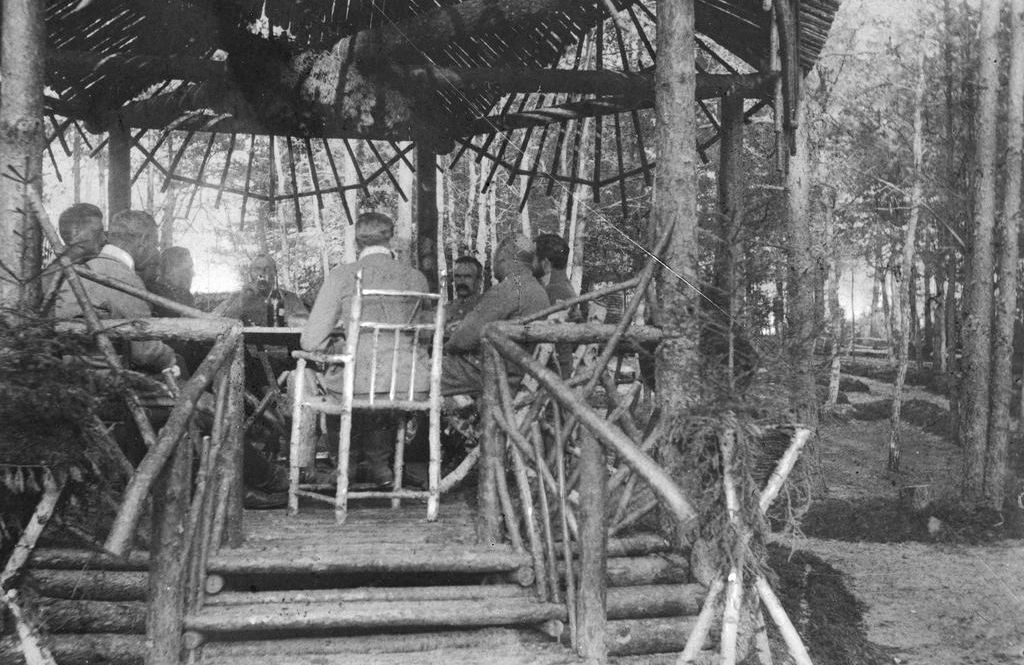
Uroczysty obiad z okazji rocznicy powstania 4 Pułku Piechoty.

- Pod Optową, w siedzibie komendy 4 Pułku Piechoty (tzw. Rojowym Osiedlu) miały miejsce uroczystości związane z pierwszą rocznicą powstania tego pułku. W uroczystościach udział wzięli między innymi: Józef Piłsudski, dowódcy pułków legionowych oraz biskup Władysław Bandurski[153][154].

30 maja
- 7 Pułk Piechoty zostaje oficjalnie uznany przez Komendę Legionów[146].

### czerwiec
1 czerwca
- II Brygada zostaje przeniesiona na odpoczynek do Karasina[139].

4 czerwca
- Na spotkaniu dowódców pułków legionowych formalnie zawiązano Radę Pułkowników. Uchwalono także jej statut[155].

6 czerwca

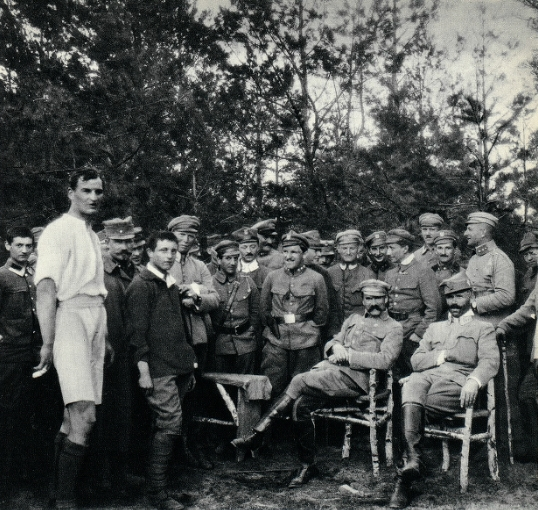
Spotkanie brygadiera Piłsudskiego i płk. Roi z bramkarzami po meczu piłkarskim pod Optową. 6 czerwca 1916.

- W ramach obchodów związanych z rocznicą powstania 4 Pułku Piechoty odbył się mecz piłkarski pomiędzy 1. i 4. Pułkiem Piechoty[156].

7 czerwca
- Niespodziewana ofensywa wojsk rosyjskich oraz przełamanie frontu w rejonie Łucka spowodowały, że na odcinek frontu pod Gałuzją w trybie alarmowym zostaje ściągnięta II Brygada Legionów[139][157].

8 – 21 czerwca
- Walki II Brygady w rejonie Gałuzy i Hruziatyna[158][159].

### lipiec
4 lipca

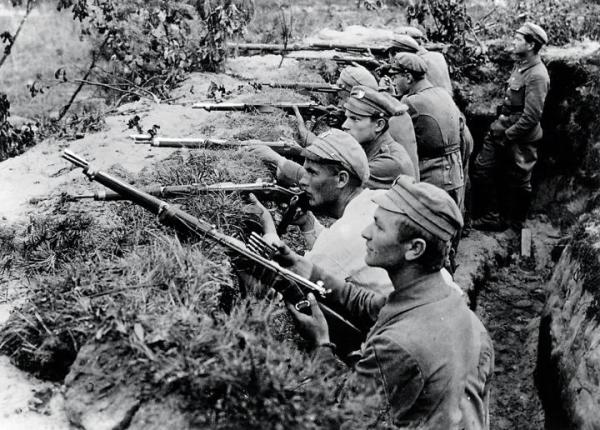
Spieszony 1 Pułk Ułanów w okopach podczas bitwy pod Kostiuchnówką.

- Rozpoczęła się bitwa pod Kostiuchnówką. Odcinek frontu obsadzony przez jednostki legionowe został poddany ponad dwunastogodzinnemu ostrzałowi artyleryjskiemu. Później Rosjanie przeprowadzili kilka szturmów. W najgorszej sytuacji znalazł się I batalion 5 Pułku Piechoty, który okrążony musiał bagnami przebijać się do drugiej pozycji obronnej. Z 500 legionistów batalionu udało się wycofać 160 żołnierzom i paru oficerom, reszta zginęła (łącznie z dowódcą batalionu kpt. Sław-Zwierzyńskim) lub dostała się do niewoli[160].

5 lipca
- Kolejny dzień bitwy pod Kostiuchnówką. Ściągnięty nocą 3 Pułk Piechoty został rzucony do szturmu na utraconą dzień wcześniej Polską Górę. Szturm pułku zakończył się zwycięstwem i do południa obsadzono wzgórze. Następnie sformowano grupę uderzeniową, której dowództwo objął płk Küttner. Tworzyła ją mieszanina różnych oddziałów, m.in. 3 Pułk Piechoty i I baon 6 Pułku Piechoty. Grupa, przy wsparciu artylerii austro-węgierskiej miała wieczorem ruszyć do przeciwnatarcia. Jej uderzenie wyprzedził jednak szturm Rosjan na pozycje grupy płk Küttnera. Wojska rosyjskie wdarły się na tyły grupy oraz 5 Pułku Piechoty, co wymusiło odwrót tych jednostek na nowe linie obronne[161].

6 lipca
- Rankiem, trzeciego dnia bitwy pod Kostiuchnówką Rosjanie przeprowadzili szturm na pozycje 7 Pułku Piechoty oraz 2 Pułku Ułanów. Natarcie to załamało się pod ogniem legionowych karabinów maszynowych. Po południu, po wyparciu wojsk austriackich wojskom rosyjskim udało się zająć wzgórze pod Wołczeckiem. Zagroziło to wejściem Rosjan na tyły wojsk legionowych. Wobec takiego obrotu sytuacji, do uderzenia na pozycje legionowe rzucono kolejne jednostki. Pod naporem nieprzyjaciela oddziały legionowe zmuszone były do wycofania się za Stochód[162].
- Pod Kostiuchnówką mjr Henryk Minkiewicz dostaje się do rosyjskiej niewoli. Dowództwo 3 Pułku Piechoty przejmuje kpt. Józef Szczepan[163][35].

- Dowództwo austro-węgierskie zatwierdziło nowe dystynkcje stopni dla Legionów Polskich – jednakowe dla wszystkich brygad. Częściowo uwzględniono projekt oznak przygotowany w ramach prac Rady Pułkowników[164].

7 lipca
- Odwrót oddziałów legionowych nad Stochód[165].
- Obowiązki dowódcy 5 Pułku Piechoty czasowo przejmuje mjr Stanisław Burhardt-Bukacki, zastępując ciężko rannego Berbeckiego[166].

10 lipca

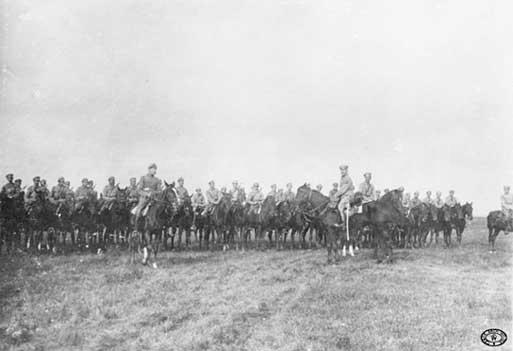
Przegląd oddziałów legionowych w Czeremosznie. 15 lipca 1916 roku.

- Oddziały legionowe zostały skoncentrowane w rejonie Czeremoszna. Legiony przebywały tam do 16 lipca[167][168][169].

14 lipca
- Dowódcą II Brygady Legionów został mianowany płk Józef Haller. Zastąpił on płk Küttnera[170].
- Dowódcą III Brygady Legionów został mianowany płk Stanisław Szeptycki. Zastąpił on płk Grzesickiego[170].

15 lipca
- Rada Pułkowników wystosowała memoriał do naczelnego dowództwa Austro-Węgier. W piśmie zaznaczano, że różnice pomiędzy uprawnieniami oficerów austriackich przydzielonych do Legionów a oficerów legionowych wywołują niezadowolenie, niechęć i nieufność. Proponowano także zmianę zasad werbunku do Legionów. W zakończeniu memoriału stwierdzono konieczność przeprowadzenia niezbędnych zmian obejmujących przekształcenie Legionów Polskich w samodzielny Korpus Pomocniczy[171].

16 lipca
- Po niespełna tygodniowym odpoczynku Legiony zostały skierowane do obsadzenia odcinka frontu nad Stochodem, od Sitowicz do Jeziornej. Na pierwszej linii znalazły się I i III Brygada, zaś II Brygada została w obwodzie[172].

28 lipca
- Podpułkownik Mieczysław Norwid-Neugebauer rozkazem ustanowił „Krzyż Pamiątkowy 6. Pułku Piechoty”. Odznaczenie to nazywane było często „Krzyżem Wytrwałości”[173].

29 lipca
- Józef Piłsudski złożył podanie o dymisję. Miało to na celu wywarcie na dowództwo austriackie dodatkowej presji w związku z memoriałem Rady Pułkowników z 15 lipca 1916 roku. Nieformalne dowództwo I Brygady obejmuje Kazimierz Sosnkowski[171][174].

### sierpień
2 – 3 sierpnia

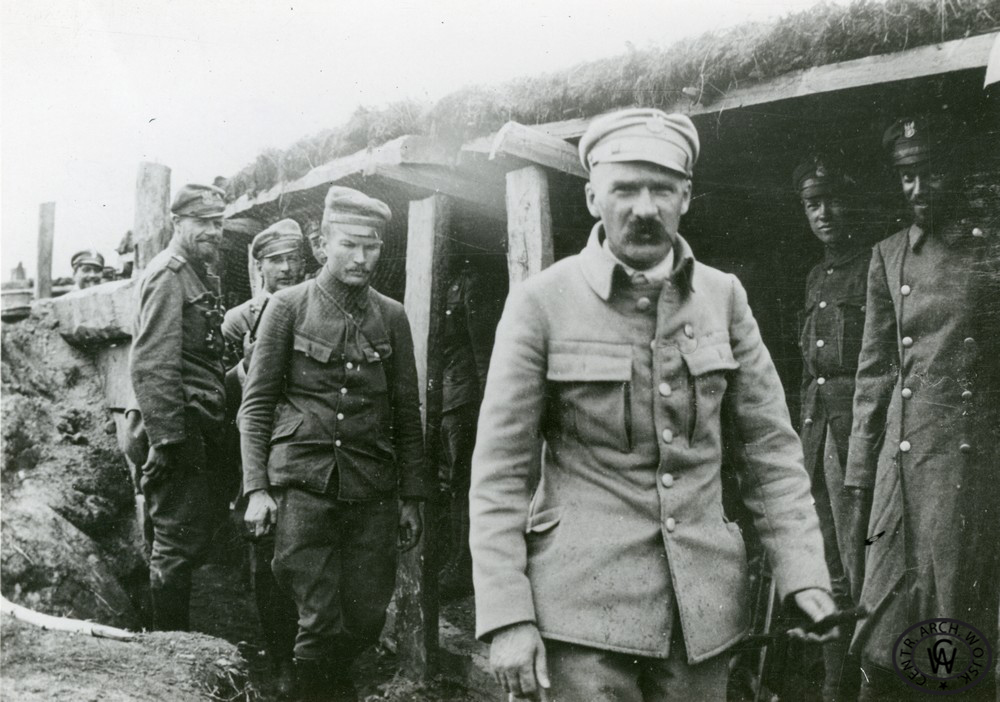
Józef Piłsudski w okopach 4 Pułku pod Rudką Miryńską.

- Walki oddziałów legionowych pod Rudką Miryńską. W walkach tych zaangażowane były 2., 3. 4. i 6. Pułk Piechoty oraz 1. i 2. Pułk Ułanów Legionów Polskich. Była to ostatnia bitwa Legionów Polskich[175][176].

4 sierpnia
- II Brygada Legionów Polskich zajmuje pozycje na linii Stochodu. Rozpoczyna się okres walk pozycyjnych w tym rejonie. Brygada pozostaje na tych pozycjach do października, kiedy to zostaje zluzowana przez jednostki austriackie[177].

6 sierpnia
- W kolonii Dubniaki gdzie stacjonowała komenda I Brygady zorganizowano uroczystości związane z drugą rocznicą wymarszu Pierwszej Kompanii Kadrowej. Tego dnia rozkazem Józefa Piłsudskiego została ustanowiona oznaka „Za wierną służbę”[176].

31 sierpnia
- Dowódca 3 Pułku Piechoty, ppłk. Minkiewicz wprowadziła dla żołnierzy 3 Pułku odznakę pamiątkową „Krzyż Honorowy 3. P.P. Legionów Polskich[178].

### wrzesień
14 września

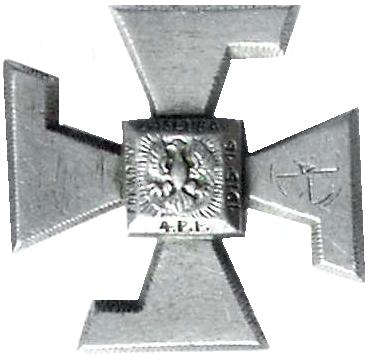
Odznaka 4 Pułku Piechoty.

- Dowódca 4 Pułku Piechoty, Bolesław Roja rozkazem pułkowym Nr 238 wprowadził odznakę pułkową, tak zwaną „swastykę”[179].

20 września
- Dowództwo austro-węgierskie w rozkazie przedstawiło dekret cesarza Franciszka Józefa o powołaniu do życia Polskiego Korpusu Posiłkowego. Miał on powstać na bazie Legionów Polskich i składać się z dwóch dywizji piechoty[180].

27 września
- Rozkazem dowództwa austriackiego została przyjęta dymisja Józefa Piłsudskiego ze stanowiska dowódcy I Brygady Legionów Polskich. Na jego miejsce powołano płk. Mariana Januszajtisa. Rozkaz ten został ogłoszony przez gen. Puchalskiego 29 września w Piasecznej. Tego samego dnia dymisji udzielono także szefowi sztabu I Brygady – płk. Sosnkowskiemu[181].

29 września
- Formalnym dowódcą 3 Pułku Piechoty zostaje płk Władysław Sikorski. Funkcji jednak nie obejmuje[182][35].

30 września
- Centralne Biuro Wydawnicze NKN zatwierdziło wzór odznaki honorowej II Brygady Legionów Polskich[183].

### październik
6 października
- Po zluzowaniu przez jednostki austriackie, Legiony Polskie zostały wycofane z frontu i skierowane na odpoczynek. Oddziały legionowe skierowano na Nowogródczyznę, gdzie zostały rozlokowane: piechota w Baranowiczach, ułani i artyleria w Iwankowiczach, Żerebiłowowiczach oraz innych okolicznych miejscowościach. Tam Legiony, pod starą nazwą przeszły pod dowództwo niemieckie i rozpoczęto ich reorganizację. Po reorganizacji I Brygada Legionów składała się z 1. oraz 2. Pułku Piechoty, II Brygada z 3. i 4. Pułku Piechoty, zaś III Brygada z 5. i 6. Pułku Piechoty. 7 Pułk Piechoty został rozwiązany, a jego dotychczasowi żołnierze wzmocnili 1. i 5. Pułk Piechoty. Bezpośrednio podporządkowane Komendzie Legionów zostały 1. i 2. Pułk Ułanów oraz 1. Pułk Artylerii[184].
- Dowództwo 3 Pułku Piechoty w zastępstwie Sikorskiego obejmuje mjr dr Józef Zając[35].

### listopad
1 listopada
- Dowódcą 5 Pułku Piechoty zostaje mjr Mieczysław Ryś-Trojanowski, zastępując na tym stanowisku Leona Berbeckiego[185].

5 listopada

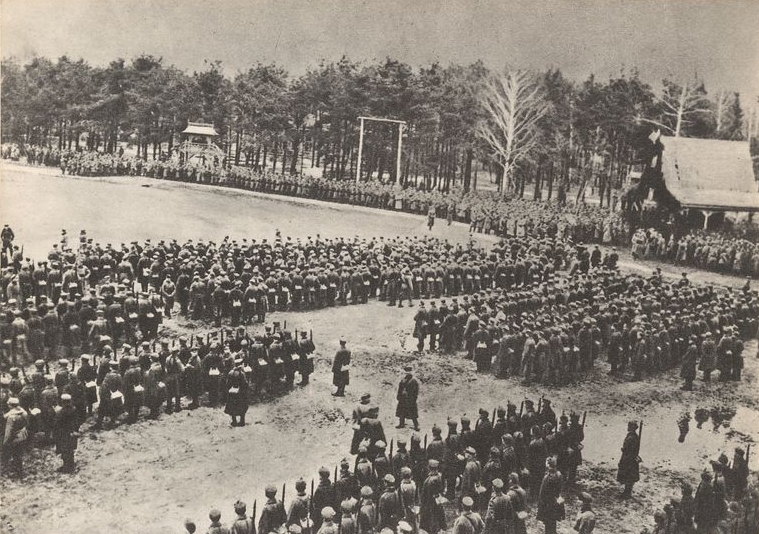
Odczytanie Aktu 5 listopada w Baranowiczach.

- Równocześnie w Warszawie oraz w Lublinie władze niemieckie i austro-węgierskie ogłosiły manifest zawierający obietnicę powstania Królestwa Polskiego, pozostającego „w łączności z obu sprzymierzonymi mocarstwami”. Manifest odczytano też legionistom w Baranowiczach podczas zbiórki[186].
- Wprowadzono odznakę 1 Pułku Ułanów Legionów Polskich[187].

9 listopada
- Ze stanowiska Komendanta Legionów Polskich zostaje odwołany gen. Stanisław Puchalski[188].

11 listopada
- W Pszczynie zawarto porozumienie dowództw niemieckiego i austriackiego w sprawie przyszłej armii polskiej. Zgodnie z umową Polski Korpus Posiłkowy miał być wydzielony z armii austro-węgierskiej i jako zalążek przyszłej armii polskiej przekazany pod dowództwo gen. Beselera, generalnego gubernatora warszawskiego – głównego wykonawcy aktu 5 listopada[189].

14 listopada
- Nowym komendantem Legionów Polskich został mianowany płk Stanisław Szeptycki[190].

16 listopada
- Dowódcą 3 Pułku Piechoty zostaje ppłk Andrzej Galica[35].

26 listopada
- Ogłoszono nowy ordre de bataille Polskiego Korpusu Posiłkowego, zatwierdzając skład Brygad po reorganizacji z października 1916 roku. Jednocześnie ogłoszono, że Brygady zostaną przeniesione na teren Królestwa, gdzie miały być rozwinięte do czterech dywizji[191].

27 – 29 listopada
- Oddziały legionowe zostały przerzucone z Baranowicz do Królestwa Polskiego, do obozów przeszkolenia w rejonie Warszawy. W Warszawie ulokowano 3 Pułk Piechoty, Komendę Legionów oraz dowództwo II i III Brygady. 1 Pułk Piechoty oraz komenda I Brygady znalazła się w Zambrowie i Łomży, 2 Pułk Piechoty w Rożanie, 4 Pułk Piechoty oraz oddziały techniczne w Modlinie, 5 Pułk Piechoty w Pułtusku, 6 Pułk Piechoty w Nałęczowie (później Dęblinie), 1 Pułk Ułanów w Ostrołęce, 2 Pułk Ułanów w Mińsku Mazowieckim. Artyleria trafiła do Góry Kalwarii, Grajewa i Piotrkowa[192][177][193][194].

### grudzień
1 grudnia

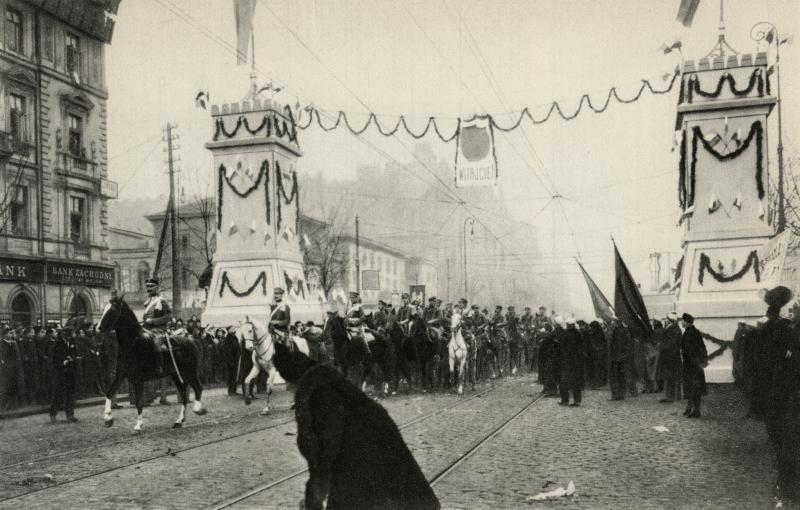
Wkroczenie Legionów Polskich do Warszawy.

- Oddziały Legionów Polskich wkroczyły do Warszawy. W uroczystościach wzięły udział: 3. i 4. Pułk Piechoty, 2 Pułk Ułanów, oddziały karabinów maszynowych, saperów i artylerii oraz delegacje z I i III Brygady[195].

6 grudnia
- Niemcy ogłosili rozporządzenie o powołaniu Tymczasowej Rady Stanu w Królestwie Polskim. Miał to być organ doradczy, do jej kompetencji należało m.in. współdziałanie w tworzeniu wojska polskiego[196].

20 grudnia
- Ustanowiono rzymskokatolicki Superiorat Polowy Legionów Polskich, któremu podlegali kapelani poszczególnych pułków legionowych. Superiorem polowym został ks. Józef Panaś[197][198][199].

24 grudnia
- Nowym dowódcą III Brygady zostaje płk Zygmunt Zieliński[200].
- Dowódcą 2 Pułku Piechoty zostaje ppłk Michał Rola-Żymierski[142][82].
- Z inicjatywy Centralnego Biura Wydawniczego NKN ustanowiono odznakę 2 Pułku Ułanów Legionów Polskich[201].

28 grudnia
- Major Stanisław Burhardt-Bukacki zostaje dowódcą 5 Pułku Piechoty. Zastąpił on Mieczysława Ryś-Trojanowskiego[166].

## 1917

### styczeń
15 stycznia

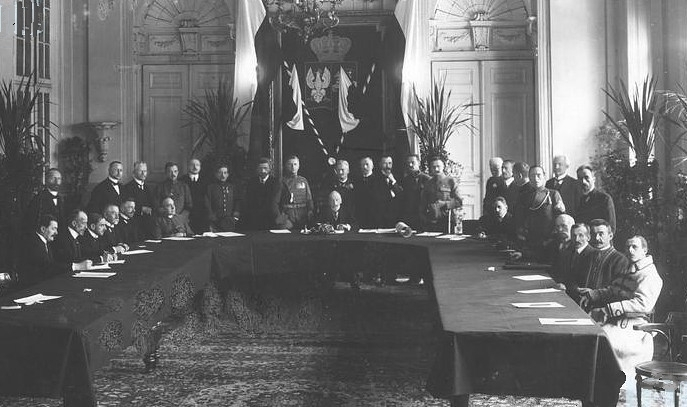
Posiedzenie inauguracyjne Tymczasowej Rady Stanu w Królestwie Polskim.

- Tymczasowa Rada Stanu zainaugurowała swoją działalność. W skład Rady wszedł m.in. Józef Piłsudski jako przewodniczący za Komisji Wojskowej[202].

17 stycznia
- Do dyspozycji Tymczasowej Rady Stanu oddała się Polska Organizacja Wojskowa. Zgodnie z zamierzeniem Józefa Piłsudskiego miała ona wejść w skład tworzącej się armii polskiej[202].

### luty
7 lutego
- Dowódcą 1 Pułku Artylerii zostaje mjr Marceli Jastrzębiec-Śniadowski[203].

### kwiecień
10 kwietnia
- Na Zamku Królewskim w Warszawie uroczyście ogłoszono powstanie Polskiej Siły Zbrojnej, będącej wojskiem Królestwa Polskiego. W skład Polskiej Siły Zbrojnej miały wejść oddziały Polskiego Korpusu Posiłkowego z zastrzeżeniem, że po 1 lipca 1917 roku obywatele Austro-Węgier mieli powrócić pod rozkazy naczelnego dowództwa austro-węgierskiego. Dowódcą naczelnym PSZ został gen. Hans Hartwig von Beseler, Generalny Gubernator Warszawski. Ze względu na tę nominację, na znak protestu komendant Legionów, płk Szeptycki podał się do dymisji[204][205].

23 kwietnia
- Oddział do Spraw Polskiej Siły Zbrojnej wydał rozkaz o organizacji kursów wyszkolenia PSZ. Każdy pułk miał tworzyć jeden kurs wyszkolenia. Na przeszkolenie kierowano jedynie obywateli Królestwa Polskiego, którzy przeszli pod rozkazy niemieckich organów dowodzenia. Galicjanie mieli rozkaz pozostania w pułkach macierzystych, podlegając nadal Komendzie Legionów. Kursy odbywały się w trzech miejscowościach: Zegrzu, Ostrołęce i Zambrowie[206].

27 kwietnia
- Nowym dowódcą Polskiego Korpusu Posiłkowego został płk Zygmunt Zieliński, dotychczasowy dowódca III Brygady[207].

### maj
17 maja
- W Ostrołęce u beliniaków odbył się konspiracyjny zjazd delegatów z wszystkich pułków legionowych. Na zebraniu uchwalono następujące żądania: podporządkowanie tworzącego się wojska polskiego Tymczasowej Radzie Stanu, uznanie kursów wyszkolenia za kadry przyszłych pułków, uznanie języka polskiego za język urzędowy w wojsku polskim, zlikwidowanie różnic w traktowaniu obywateli Królestwa Polskiego i Galicjan, uznanie niemieckich i austriackich oficerów za instruktorów, a nie dowódców w wojsku polskim. Ostatecznie Niemcy te żądania odrzucili, a na uczestników zjazdu, zlikwidowano dwa kursy wyszkolenia, które powstały na bazie dawnych pułków I Brygady[208].

### czerwiec
1 czerwca
- Dowódcą 3 Pułku Piechoty zostaje mianowany mjr Włodzimierz Zagórski. Pozostaje on na tym stanowisku do kryzysu przysięgowego[35].

18 czerwca
- Dowódcą III Brygady zostaje Bolesław Roja[209].

### lipiec
2 lipca
- Tymczasowa Rada Stanu złożyła wniosek do władz niemieckich o zwolnienie na czas wojny Galicjan z przysięgi, jaką złożyli cesarzowi, w celu umożliwienia im złożenia polskiej przysięgi wojskowej. Wniosek ten został zlekceważony przez władze okupacyjne[208].
- Józef Piłsudski występuje z Tymczasowej Rady Stanu[210].

3 lipca
- Tymczasowa Rada Stanu uchwaliła rotę polskiej przysięgi wojskowej. Rozkazem płk. Zielińskiego legionistom, przed planowaną przysięgą odczytano treść roty[210].

9 lipca

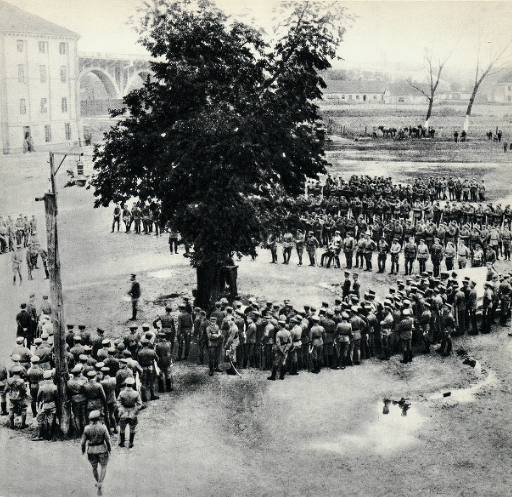
Przysięga 3 pułku piechoty na dziedzińcu koszar Blocha.

- Na ten dzień zaplanowano uroczyste zaprzysiężenie Legionów na placu przed Cytadelą. Jednakże uroczystość odwołano ze względu na możliwość jawnego buntu legionistów. Ostatecznie tego dnia przysięgę złożyła tylko Komenda Legionów oraz część 3 Pułku Piechoty na dziedzińcu koszar Blocha. Zaprzysiężenie pozostałych pododdziałów zaplanowano na 12 i 13 lipca w garnizonach w obecności brygadierów i członków Tymczasowej Rady Stanu[211].
- Edward Rydz-Śmigły został pozbawiony dowództwa 1 Pułku Piechoty[212].

12 – 13 lipca

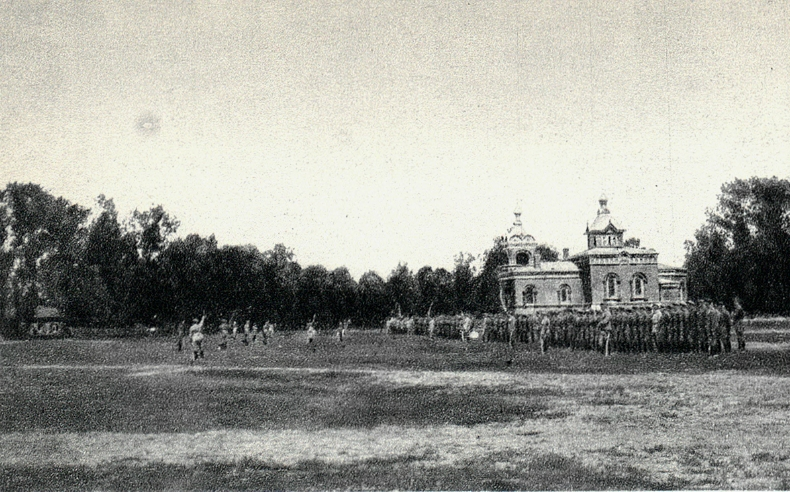
Odmowa złożenia przysięgi w 1 pułku ułanów.

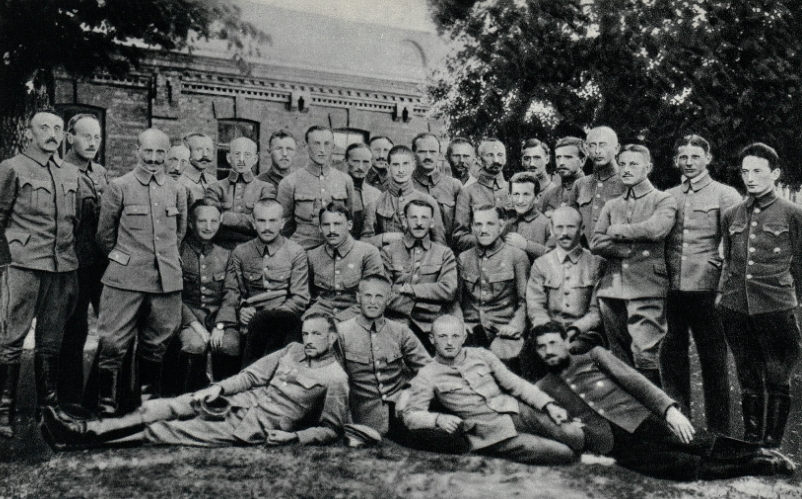
Grupa oficerów 1 pułku piechoty Legionów Polskich internowana w Beniaminowie.

- W tych dniach miało nastąpić zaprzysiężenie legionistów na wierność cesarzowi Niemiec. Złożenia przysięgi odmówiły w całości 1 Pułk Ułanów, 6 Pułk Piechoty i 1 Kompania Saperów. Z wyjątkami przysięgi nie złożyli także żołnierze z 1., 5. Pułku Piechoty oraz 2 Kompanii Saperów. W 4. Pułku Piechoty przysięgi nie złożyła połowa oficerów i dwie trzecie żołnierzy. W 1 Pułku Artylerii nie przysięgali wszyscy oficerowie oraz dwie trzecie żołnierzy. W przypadku 2. 3. Pułku Piechoty oraz 2. Pułku Ułanów większość żołnierzy i oficerów złożyła przysięgę. Bunt ten przeszedł do historii jako kryzys przysięgowy. Legionistów wywodzących się z Królestwa Polskiego, którzy odmówili złożenia przysięgi, internowano w obozach w Beniaminowie i Szczypiornie. Pozostali zostali wcieleni do Polskiej Siły Zbrojnej. Obywatele Austro-Węgier solidaryzujący się z odmawiającymi przysięgi zostali wcieleni do wojska austriackiego[213][214].

14 lipca
- W związku z kryzysem przysięgowym władze niemieckie aresztowały około 90 działaczy Polskiej Organizacji Wojskowej[215].

17 lipca
- W wyniku kryzysu przysięgowego 1 Pułk Ułanów Legionów Polskich oraz 5 Pułk Piechoty Legionów Polskich zostają rozwiązane[216][217].

Noc 21/22 lipca
- Aresztowano Józefa Piłsudskiego oraz Kazimierza Sosnkowskiego. Ostatecznie obaj zostali osadzeni w twierdzy w Magdeburgu[215].

28 lipca
- Dowódcą 6 Pułku Piechoty zostaje ponownie major Witold Ścibor-Rylski. Zastąpił on Mieczysława Norwid-Neugebauera, zdjętego z tego stanowiska w wyniku kryzysu przysięgowego. Mjr Witold Ścibor-Rylski pełnił funkcję dowódcy 6 Pułku do 20 sierpnia 1917 roku[218].

30 lipca
- Do obozu internowania oficerów legionowych w Beniaminowie przybył wysłannik gen. Beselera, gen. Massow. Wręczył on internowanym decyzje zwolnienia z Legionów. Legionistów pozbawiono broni białej oraz nakazano odprucie oznak oficerskich i założenie ubrań cywilnych[219].

### sierpień
21 sierpnia
- Władze niemieckie oraz austriackie zawarły porozumienie o ponownym sformowaniu Polskiego Korpusu Posiłkowego, podlegającego władzom Austro-Węgier. Polski Korpus Posiłkowy mieli tworzyć Galicjanie, którzy postanowili trwać w szeregach. Główną jednostką reaktywowanego Polskiego Korpusu Posiłkowego stała się II Brygada[215].

24 sierpnia

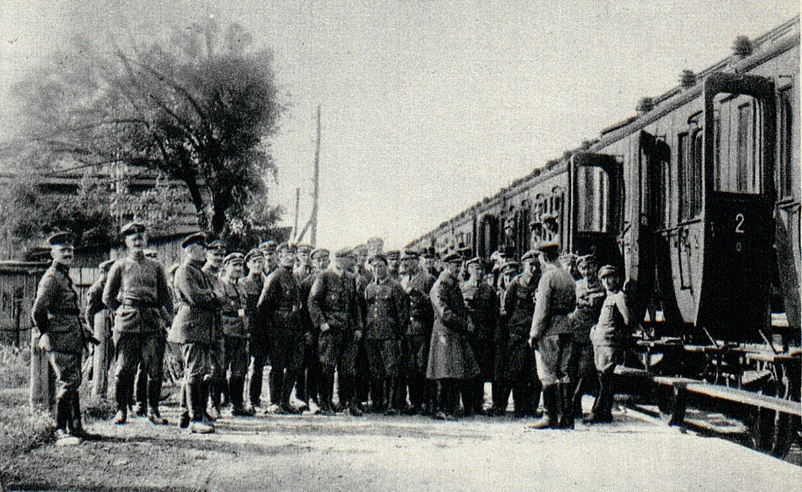
Odjazd oficerów PKP z Ostrowi Mazowieckiej do Przemyśla w Galicji.

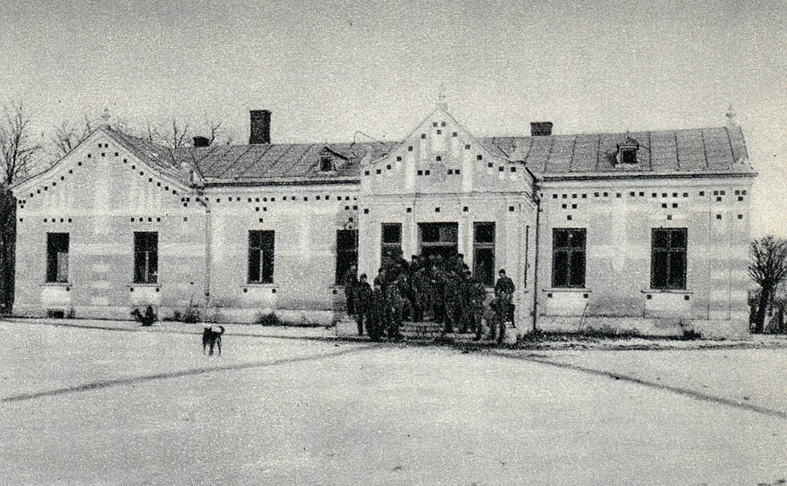
Komenda Polskiego Korpusu Posiłkowego w Łużanach.

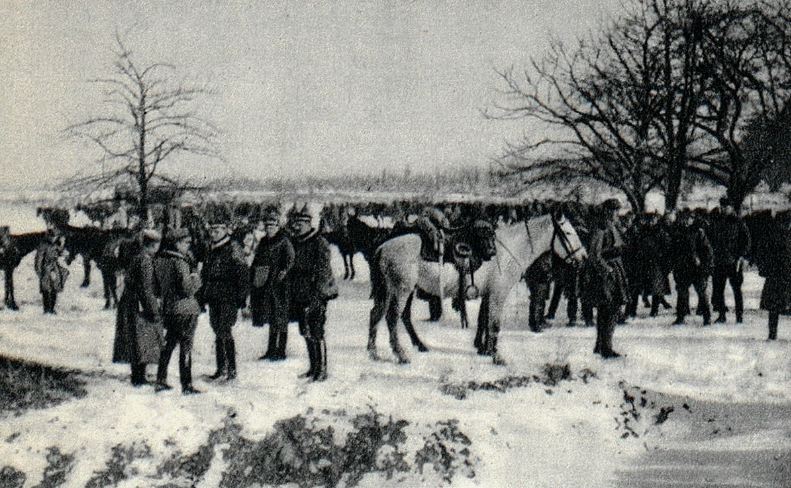
Przemarsz 2 pułku ułanów PKP z Oszechlib do Synowódzka w Galicji.

- Rozkazem gen. Beselera Polski Korpus Posiłkowy został przeniesiony na teren Galicji. Rozkaz ten został wydany bez porozumienia z Tymczasową Radą Stanu. Wobec tego Rada na znak protestu podała się do dymisji[215].

30 sierpnia
- Dowódcą 3 Pułku Piechoty zostaje mjr dr Józef Zając. Pozostaje on dowódcą pułku aż do jego rozwiązania po próbie przejścia frontu pod Rarańczą[35].

### wrzesień
15 września
- W wyniku kryzysu przysięgowego 4 Pułk Piechoty zostaje formalnie rozwiązany[220].

17 września
- Wprowadzono nowy ordre de bataille Polskiego Korpusu Posiłkowego. Dowódcą PKP był płk Zygmunt Zieliński. Funkcję szefa sztabu tymczasowo przyznano mjr. Włodzimierzowi Zagórskiemu, później zastąpił go mjr Adam Nieniewski. Dowództwu PKP podlegała II Brygada pod komendą płk. Józefa Hallera (składająca się z 2. Pułku Piechoty ppłk. Żymierskiego i 3. Pułku Piechoty mjr. Zająca), 2 Pułk Ułanów pod dowództwem mjr. Juliusza Ostoi-Zagórskiego, pułk artylerii mjr. Włodzimierza Zagórskiego, kompania saperów kpt. Włodzimierza Hellmanna, Dowództwa Taborów mjr. Passelli, Dowództwa Uzupełnień w Bolechowie z komendantem płk. Sikorskim oraz Dowództwa Kursu Wyszkolenia z komendantem mjr. Rylskim[221].

18 września
- Kapitan Julian Sas-Kulczycki, oficer 1 Pułku Piechoty wydał ostatni rozkaz pułkowy. Kapitan, w rozkazie zapowiedział odjazd pułku w nieznanym kierunku. Tego samego dnia resztę żołnierzy pułku skierowano na front włoski. 1 Pułk Piechoty przestał istnieć[222].
- 1 Pułk Artylerii zostaje zlikwidowany. Artylerzyści pochodzący z Królestwa Polskiego zostali internowani, zaś Galicjan skierowano do różnych jednostek C.K. Armii. Nieznaczna liczba byłych żołnierzy 1 Pułku Artylerii trafiła do Polskiego Korpusu Posiłkowego, gdzie utworzono oddział artylerii pod dowództwem płk. Włodzimierza Zagórskiego[223].

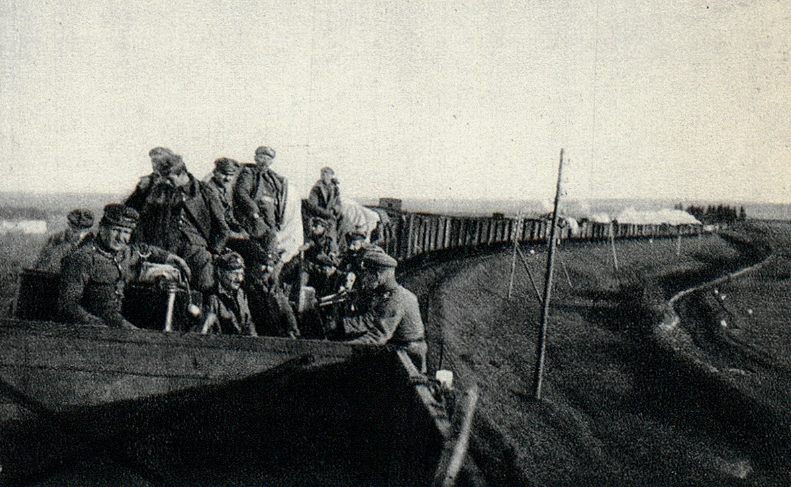
Transporty z żołnierzami Polskiego Korpusu Posiłkowego jadące na Bukowinę.

### październik
25 października
- Polski Korpus Posiłkowy został skierowany na front besarabski w rejon Rarańczy, gdzie miał uczestniczyć w walkach pozycyjnych podporządkowany austriackiej 3. armii[224][225].

27 października
- W Warszawie władzę oficjalnie objęła Rada Regencyjna. W uroczystości intromisji Rady wzięła udział delegacja 50 oficerów oraz 100 podoficerów i szeregowców Polskiego Korpusu Posiłkowego[226].

### grudzień
10 grudnia

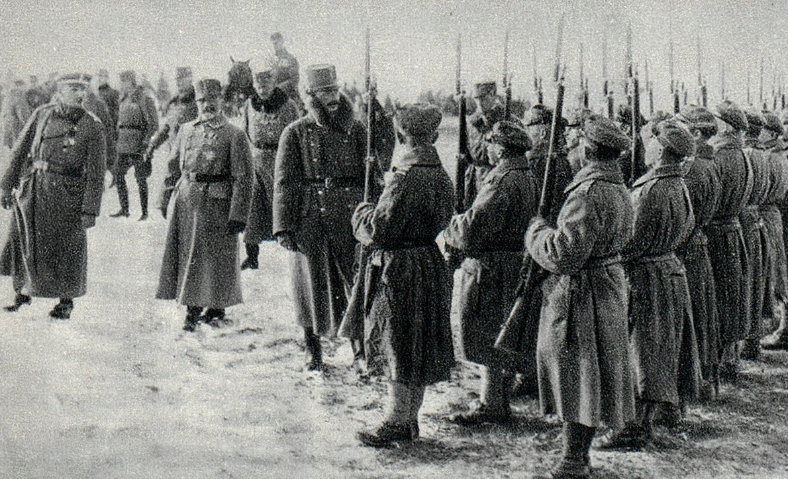
Inspekcja oddziałów 2 Brygady PKP przez cesarza Karola I.

- Cesarz Karol I przeprowadził inspekcję poddziałów II Brygady Polskiego Korpusu Posiłkowego w Linkowcach na Bukowinie[227][228].

15 grudnia
- Zawarto rozejm pomiędzy państwami centralnymi i Rosją. Rozpoczął się okres nawiązywania się pomiędzy legionistami i żołnierzami rosyjskimi stosunków towarzyskich i handlowych. Było to źródłem niepokojów w sztabie austriackim[229].

## 1918

### styczeń
2 stycznia
- Polski Korpus Posiłkowy został wycofany z frontu i przeniesiony w rejon Czerniowec, jako obwód austriackiej 7. armii. Dowództwo zostało zakwaterowane w miejscowości Łużany, 2 pułk piechoty w Starych Mamajowcach, 3 pułk piechoty w Nowych Mamajowcach, zaś artyleria w Kocmaniu, Suchowercach i Walawie. Kawaleria stacjonowała we wsi Orzechliby, jednakże została później skierowana do Galicji, w rejon Synowódzka[229][230][225].

### luty
12 lutego
- Żołnierze Polskiego Korpusu Posiłkowego z gazet dowiedzieli się o zawarciu 9 lutego traktatu pokojowego pomiędzy państwami centralnymi a Ukraińską Republiką Ludową. Traktat brzeski przyznawał Ukrainie Chełmszczyznę oraz część Podlasia. Zawarcie traktatu spotkało się z głębokim oburzeniem w Królestwie Polskim. W wielu polskich miastach wybuchły strajki, zaś Rada Regencyjna wydała odezwę protestacyjną[231].

14 lutego
- Rankiem odbyła się msza żałobna w intencji mjr. Włodzimierza Mężyńskiego, który na wieść o traktacie brzeskim zmarł 9 lutego na atak serca w krakowskim szpitalu. W czasie mszy uczestniczący w nabożeństwie żołnierze Polskiego Korpusu Posiłkowego zerwali odznaczenia austriackie. Był to pierwszy manifest żołnierzy PKP wobec traktatu brzeskiego, którego zawarcie uważano za zdradę Austrii[232].
- Wobec nastrojów w II Brygadzie, gen. Zieliński zwołał odprawę dowódców oddziałów i służb w Nowych Mamajowcach. Zaproponował on rozbrojenie Polskiego Korpusu Posiłkowego, jako honorowe rozwiązanie w tej sytuacji. Odmiennego zdania byli młodsi oficerowie. Proponowano kilka rozwiązań: marsz na Lwów i wywołanie powstania w Galicji, opanowanie zagłębia naftowego, przejście do pracy POW lub przebicie się przez linię frontu i dołączenie do I Korpusu Polskiego w Rosji gen. Dowbor-Muśnickiego. Po przedyskutowaniu wybrano ostatnią koncepcję, której autorem był kpt. Roman Górecki. Datę przejścia wyznaczono na noc z 15 na 16 lutego, a do opracowania planu wytypowano ppłk. Żymierskiego i mjr. Zająca[233].

15/16 lutego
- W rejonie Rarańczy oddziały II Brygady przebiły się przez linię frontu, by dołączyć do polskich formacji organizowanych w Rosji. Operacją dowodził ppłk Michał Rola-Żymierski z poparciem płk. Józefa Hallera. Wzięły w niej udział 2. i 3. Pułk Piechoty, Tabory PKP oraz pułk artylerii. W przejściu przez front nie mogły wziąć udziału 2 Pułk Ułanów oraz Komenda Uzupełnień ze wyglądu na znaczne oddalenie od II Brygady. Akcji próbowali przeszkodzić Austriacy, planowali oni otoczyć II Brygadę przed pierwszą linią okopów austriackich. Po rozbiciu kilku austro-węgierskich oddziałów, przez front przeszła jedynie część żołnierzy z 2. i 3. Pułku Piechoty, w sumie około 1500 żołnierzy i około 100 oficerów. Pułk artylerii został zatrzymany najwcześniej, niedługo po wyjściu pułku z kwater. Resztę żołnierzy piechoty, tabory oraz sztab PKP Austriacy osaczyli i aresztowali. Zatrzymanych początkowo umieszczono w Mamajowcach[234].

16 lutego
- W Synówdzku oddziały austro-węgierskie i niemieckie otoczyły 2 Pułk Ułanów i go rozbroiły[235].

21 lutego

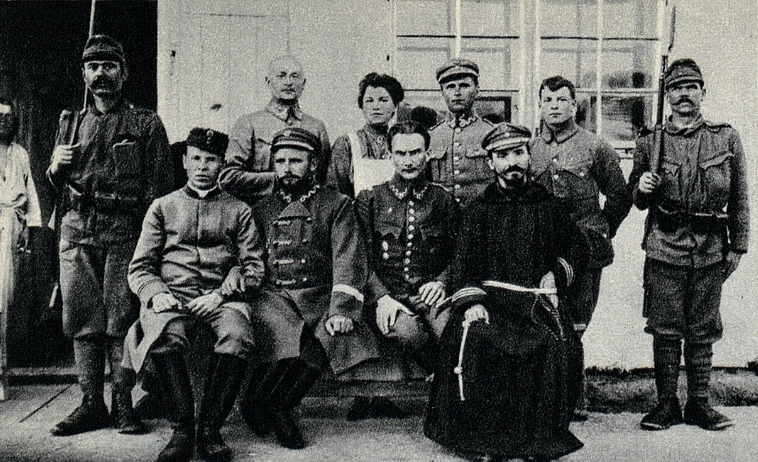
Byli żołnierze Polskiego Korpusu Posiłkowego internowani w Hurzt.

- Aresztowanych żołnierzy Polskiego Korpusu Posiłkowego przewieziono na Węgry. Umieszczono ich w obozach internowania w Marmaros-Sziget, Huszt, Dulfalva, Talaborfalva, Bustyahaza, Szeklencze, Szaldobosz i Taraczkös. Ogółem internowano około 5500 legionistów. Wkrótce rozpoczęło się śledztwo mające na celu ustalanie winnych buntu. Do końca maja aktem oskarżenia objęto 115 osób. Zakończenie śledztwa spowodowało, że rozpoczęto proces likwidacji części obozów. Legionistów wcielano do armii austro-węgierskiej i wysłano na front włoski lub zwalniano do domu po uznaniu ich za niezdolnych do służby[236].

### marzec
29 marca
- Z obozu internowania w Beniaminowie zwolniono cześć oficerów, który mieli złożyć przysięgę i wstąpić w szeregi Polskiej Siły Zbrojnej. W tym samym czasie komendant POW, płk Rydz-Śmigły nakazał oficerom, podoficerom i szeregowcom wstępowanie do PSZ lub POW, które w obliczu klęski Niemiec miały stanowić zalążek przyszłego Wojska Polskiego[237][238].

### czerwiec
8 czerwca

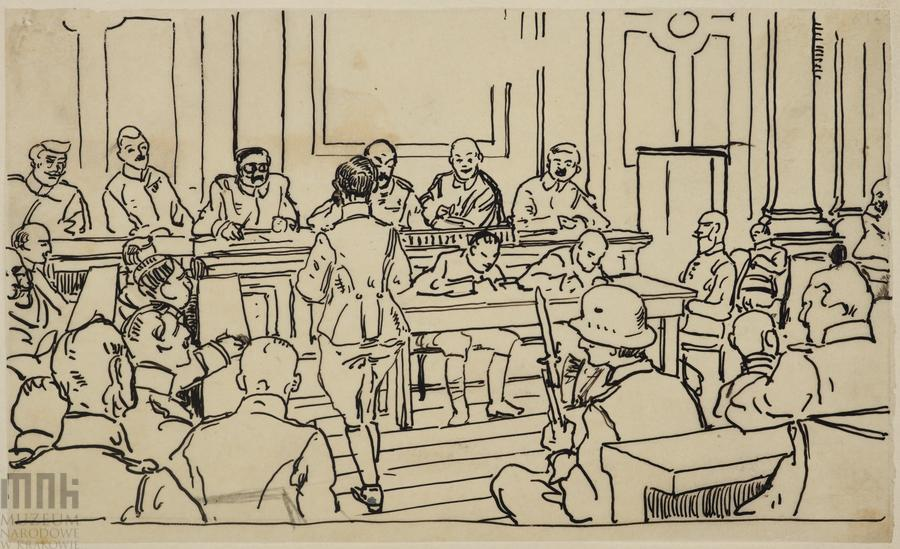
„Sala sądowa podczas procesu żołnierzy II Brygady Legionów Polskich w Marmaros - Sziget w roku 1918”, rysunek Stanisława Janowskiego.

- W ekspozyturze sądu polowego austro-węgierskiej 4 Komendy Armii w Marmaros-Sziget rozpoczął się proces żołnierzy Polskiego Korpusu Posiłkowego oskarżonych o zbrodnię przeciwko sile zbrojnej Austro-Węgier, zbiorowy spisek i bunt, morderstwo austriackich żołnierzy oraz dezercję. Głównymi oskarżonymi byli kpt. Roman Górecki, mjr Włodzimierz Zagórski i ks. Józef Panaś. Oskarżycielem był kpt. Włodzimierz Ustyanowicz. Domagał się on kary śmierci dla 102 legionistów – obywateli Austro-Węgier i 20 lat ciężkiego więzienia dla 11 obywateli Królestwa Polskiego. Obrońcami legionistów byli adwokaci ze Lwowa i Przemyśla, między innymi Herman Lieberman[239][240].

### lipiec
12 lipca
- Obóz internowania w Szczypiornie został ostatecznie zlikwidowany. Legionistów przeniesiono do PSZ lub po prostu zwolniono[238].

30 lipca
- Zakończono przesłuchiwanie legionistów oskarżonych w procesie w Marmaros-Sziget. Po trzech dniach przerwy rozpoczęto postępowanie dowodowe[241].

### wrzesień
27 września
- Cesarz Karol I ogłosił abolicję wobec oskarżonych legionistów w procesie w Marmaros-Sziget. Zawiadomiony o tym telefonicznie sąd w Marmaros-Sziget następnego dnia przerwał proces[242].

### październik
2 października
- Sąd w Marmaros-Sziget ogłosił uniewinnienie żołnierzy Polskiego Korpusu Posiłkowego oskarżonych o zdradę i bunt[243].